# Марибор
Ма́рибор (словен. Maribor) — місто на сході Словенії, на річці Драва, за 16 км від кордону з Австрією. Друге за величиною місто країни, важливий промисловий, економічний і культурний центр. Населення 110 668 мешканців (2002). Марибор розташований у північно-східній частині країни, у регіоні Подравська, на річці Драва, біля підніжжя гори Підгір'я. Місто є центром історичної області Нижня Штирія.

## Клімат
| Клімат Марибора | Клімат Марибора | Клімат Марибора | Клімат Марибора | Клімат Марибора | Клімат Марибора | Клімат Марибора | Клімат Марибора | Клімат Марибора | Клімат Марибора | Клімат Марибора | Клімат Марибора | Клімат Марибора | Клімат Марибора |
| Показник | Січ.            | Лют.            | Бер.            | Квіт.           | Трав.           | Черв.           | Лип.            | Серп.           | Вер.            | Жовт.           | Лист.           | Груд.           | Рік             |
| Абсолютний максимум, °C | 17,4            | 21,5            | 26,0            | 28,0            | 30,9            | 34,7            | 35,8            | 40,6            | 31,4            | 27,2            | 21,5            | 20,7            | 40,6            |
| Середній максимум, °C | 3,9             | 6,6             | 11,4            | 16,2            | 21,3            | 24,4            | 26,6            | 26,1            | 21,4            | 16,0            | 9,2             | 4,4             | 15,6            |
| Середня температура, °C | −0,2            | 1,7             | 6,0             | 10,8            | 15,8            | 19,0            | 21,0            | 20,3            | 15,7            | 10,7            | 5,1             | 0,9             | 10,8            |
| Середній мінімум, °C | −3,6            | −2,3            | 1,6             | 5,9             | 10,5            | 13,7            | 15,6            | 15,4            | 11,3            | 6,8             | 1,8             | −2              | 6,2             |
| Абсолютний мінімум, °C | −21             | −20,2           | −15,2           | −5,1            | −1,1            | 3,6             | 6,3             | 5,5             | −1              | −5,9            | −12,7           | −17,6           | −21             |
| Середня кількість сонячних годин на місяць                                                                                          | 86              | 118             | 148             | 185             | 237             | 242             | 277             | 253             | 191             | 143             | 90              | 67              | 2037            |
| Норма опадів, мм | 35              | 38              | 57              | 60              | 83              | 107             | 94              | 112             | 99              | 78              | 69              | 61              | 893             |
| Днів з опадами | 9,0             | 8,0             | 10,0            | 13,0            | 14,0            | 15,0            | 13,0            | 12,0            | 11,0            | 10,0            | 11,0            | 11,0            | 137,0           |
| --- | --------------- | --------------- | --------------- | --------------- | --------------- | --------------- | --------------- | --------------- | --------------- | --------------- | --------------- | --------------- | --------------- |
| Джерело: Slovenian Enivironment Agency (ARSO), sunshine hours are for: Maribor Edvard Rusjan Airport 1981-2010 (data for 1981—2010) |                 |                 |                 |                 |                 |                 |                 |                 |                 |                 |                 |                 |                 |

## Культура

### Фестиваль Лент

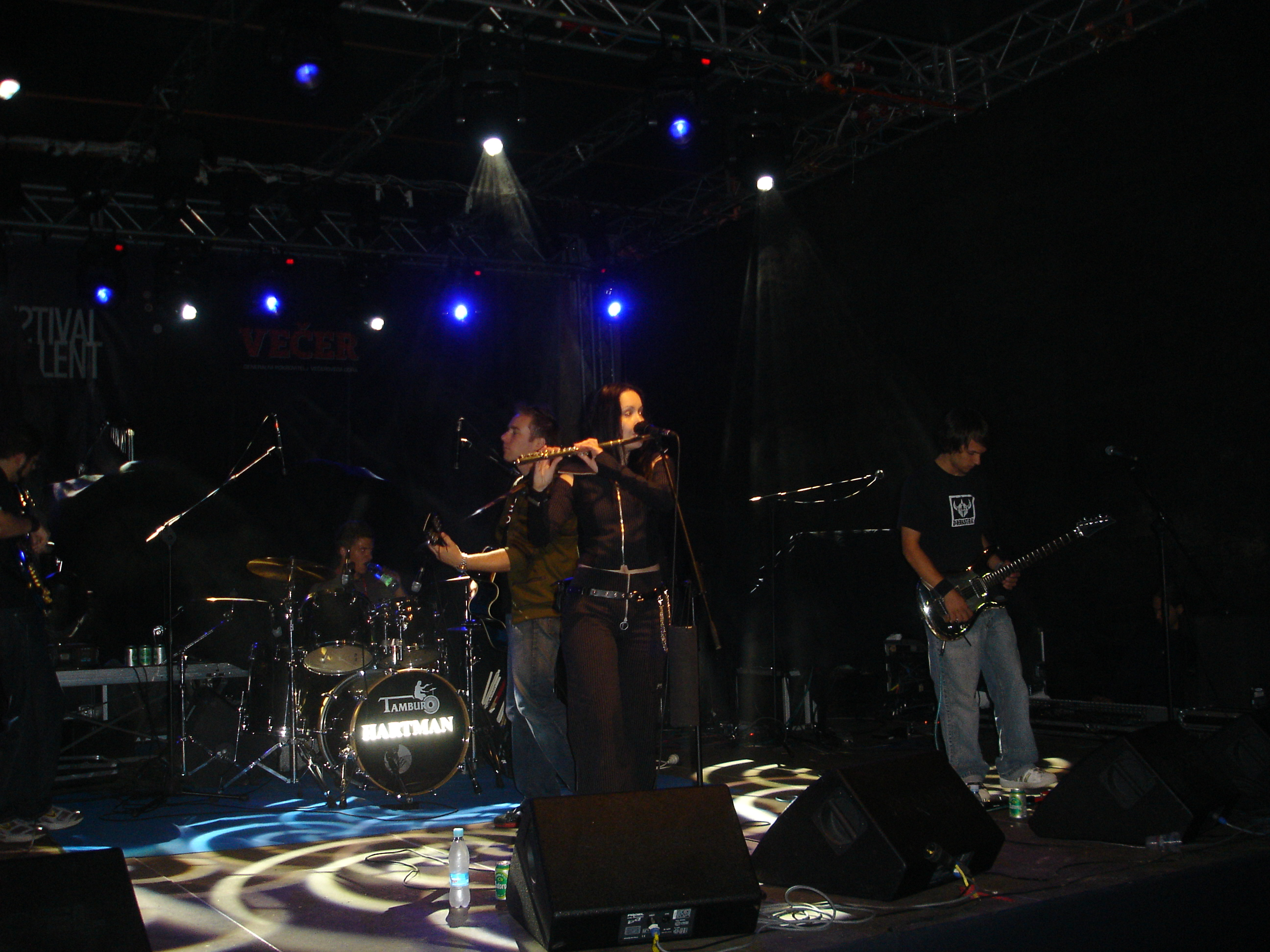
Тінкара Ковач у 2007
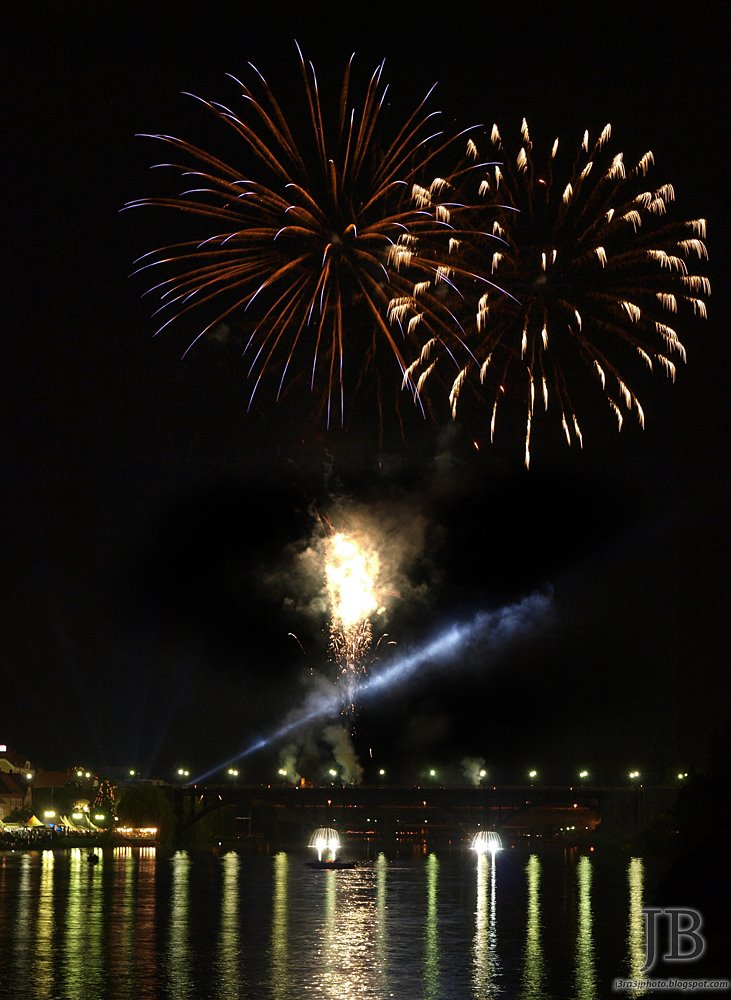
Салют у 2008
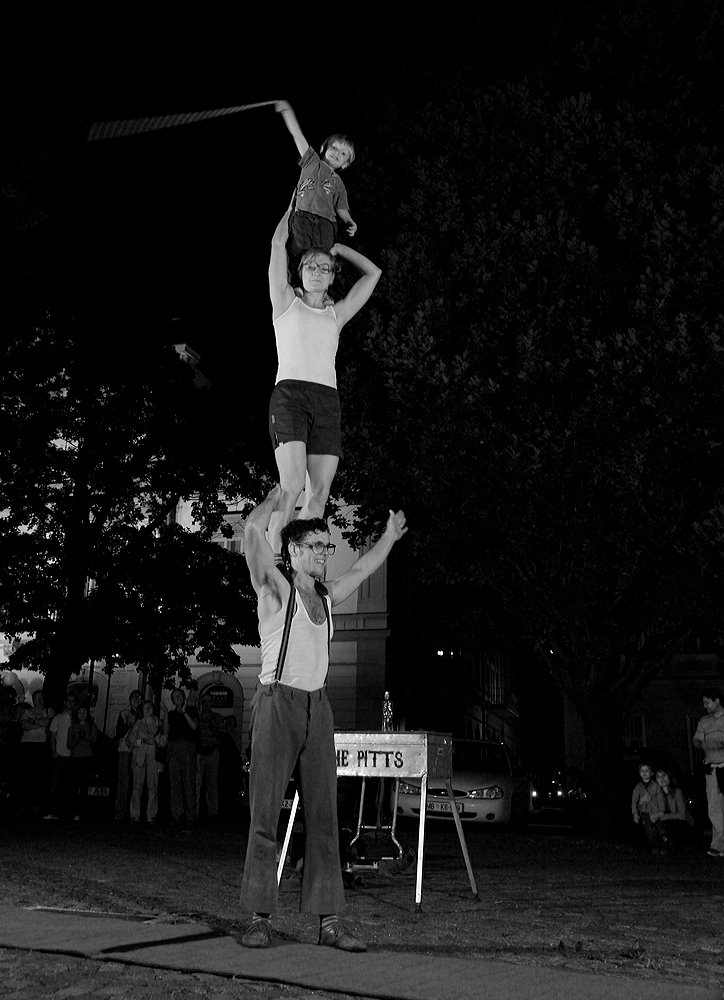
Виступ у 2008
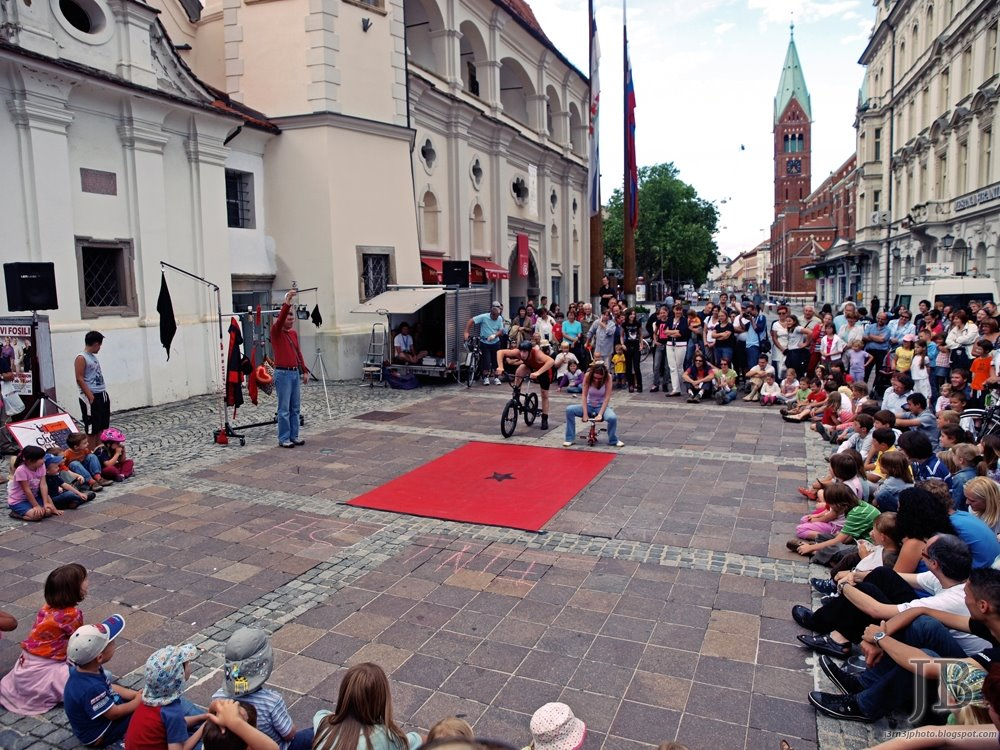
Бруно Гальяріні у 2009

## Освіта

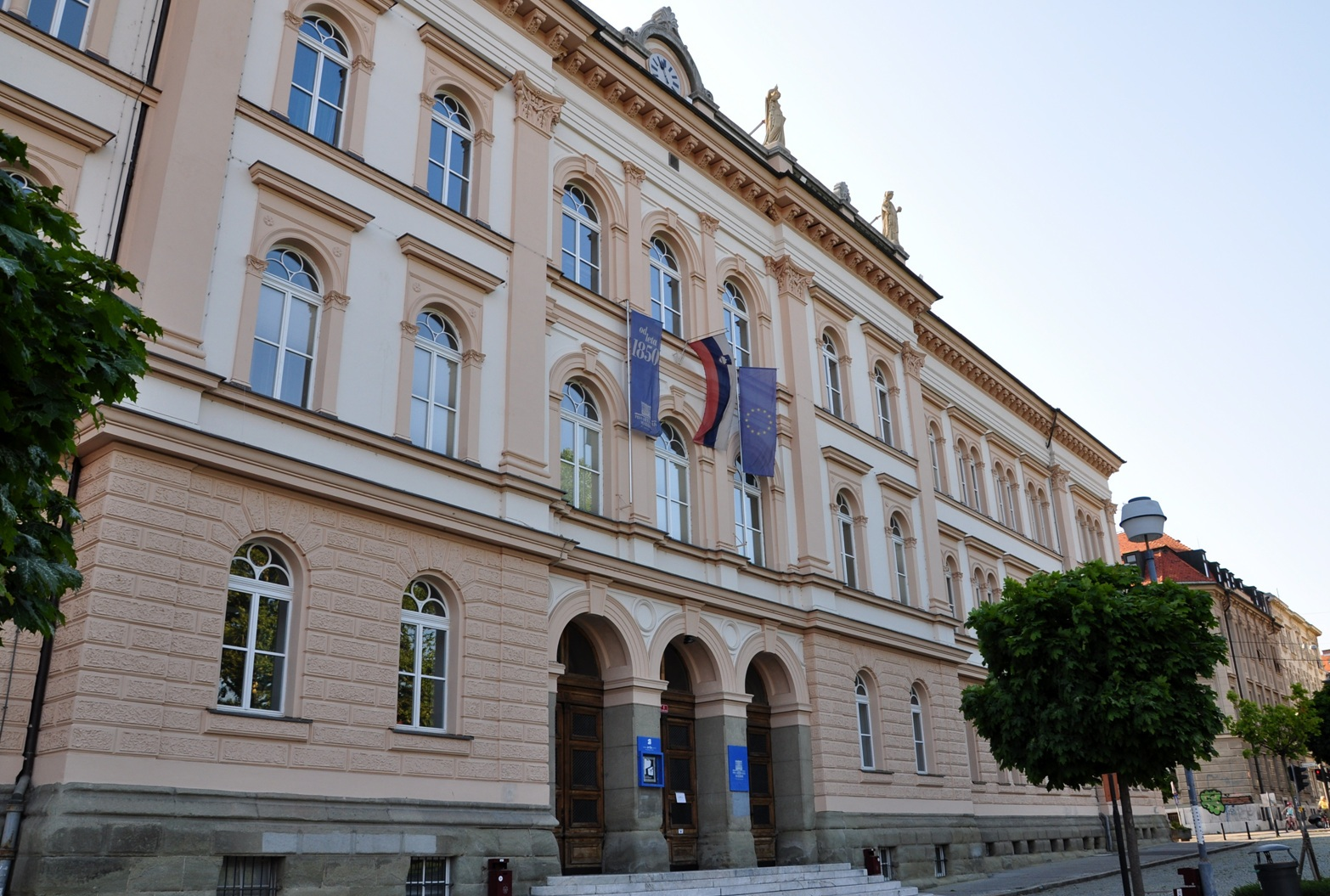
Гімназія Maribor Grammar School No. 1
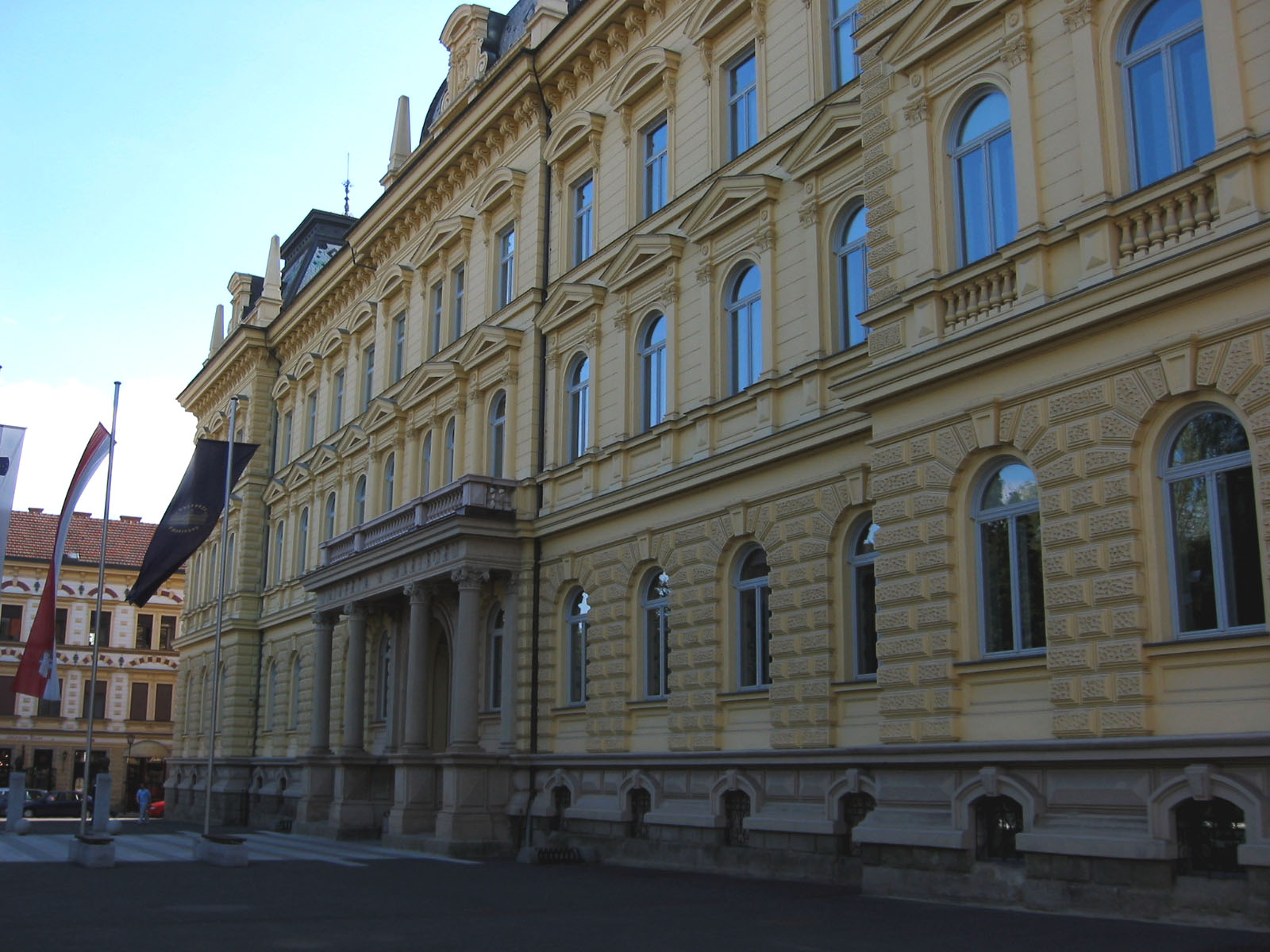
Університет
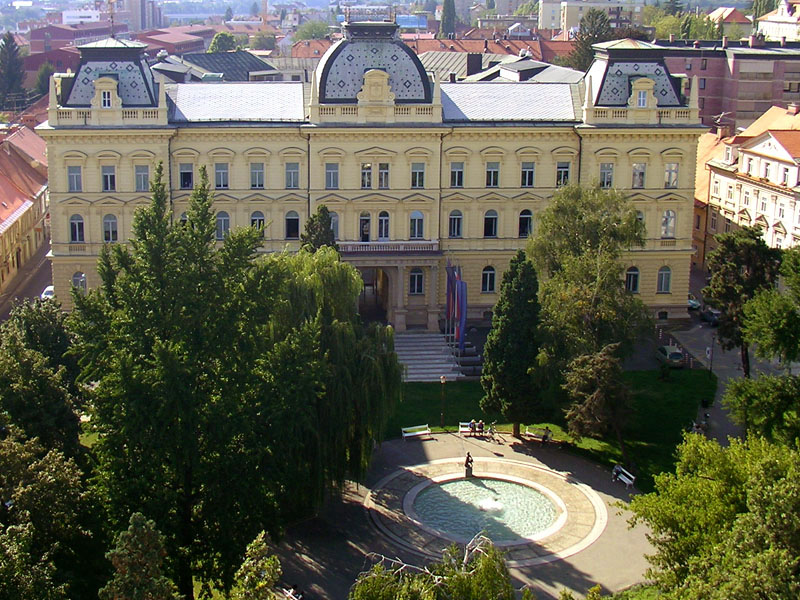
Головний корпус університету

## Релігія

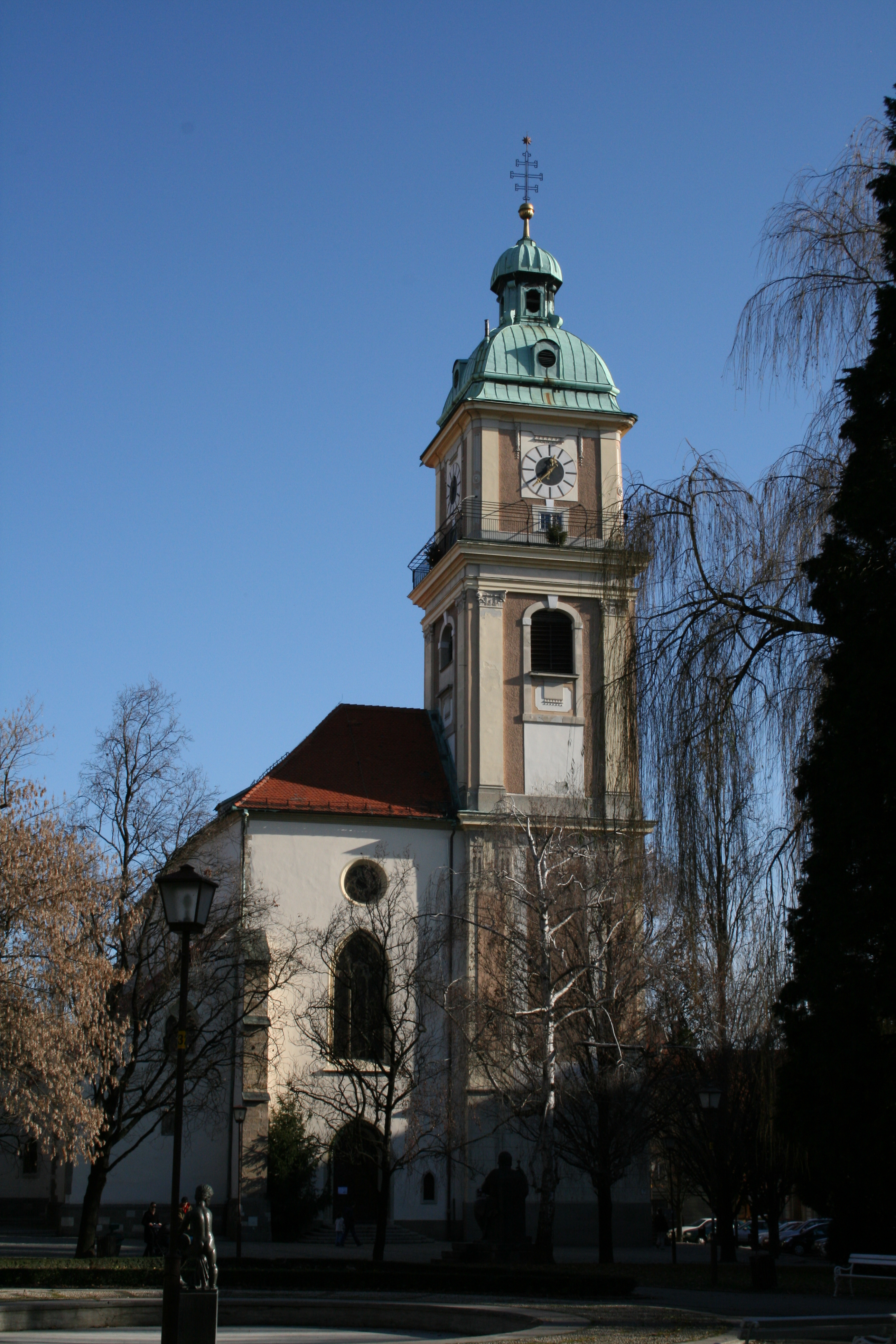
Кафедральний собор
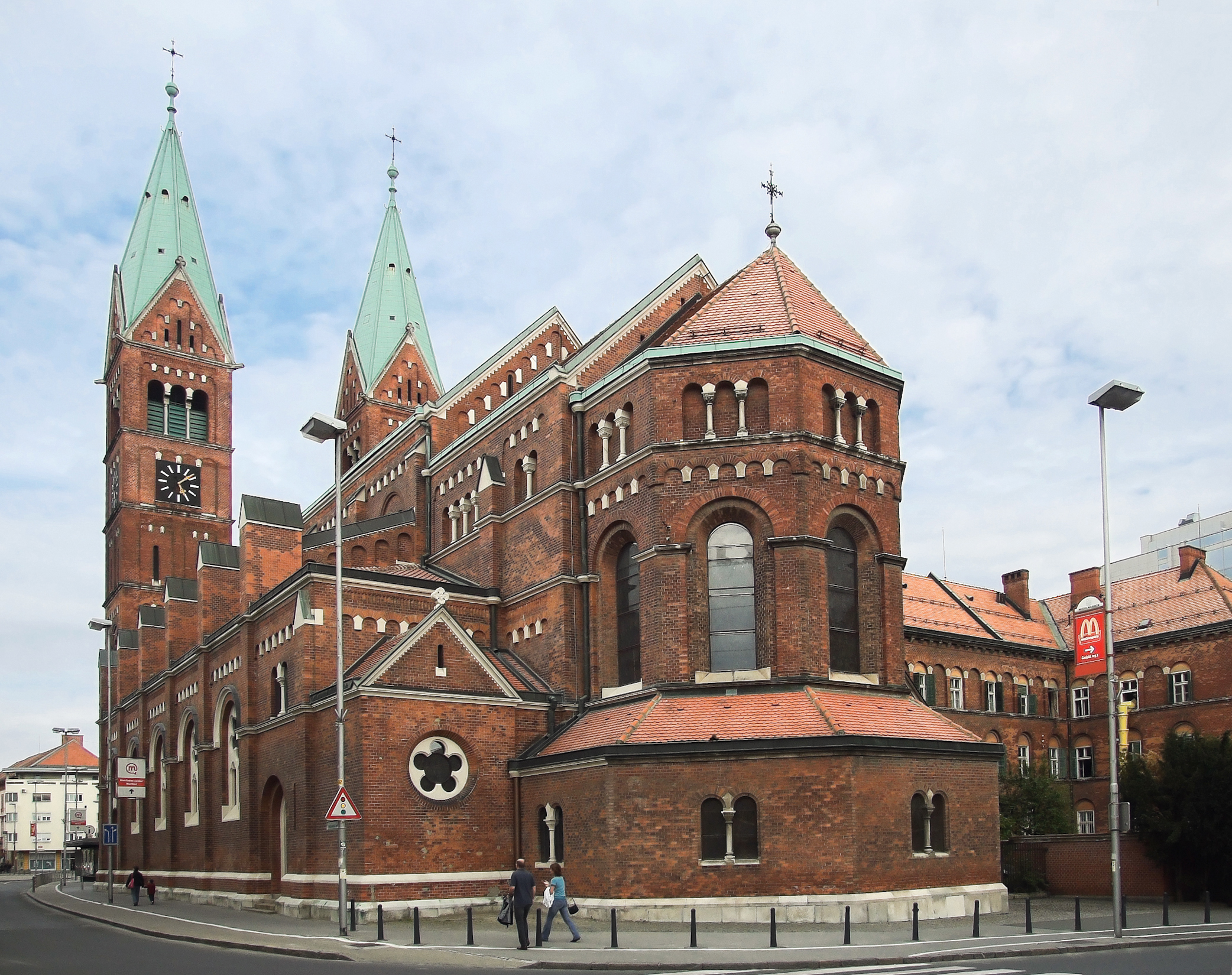
Францисканська церква Святої Богородиці
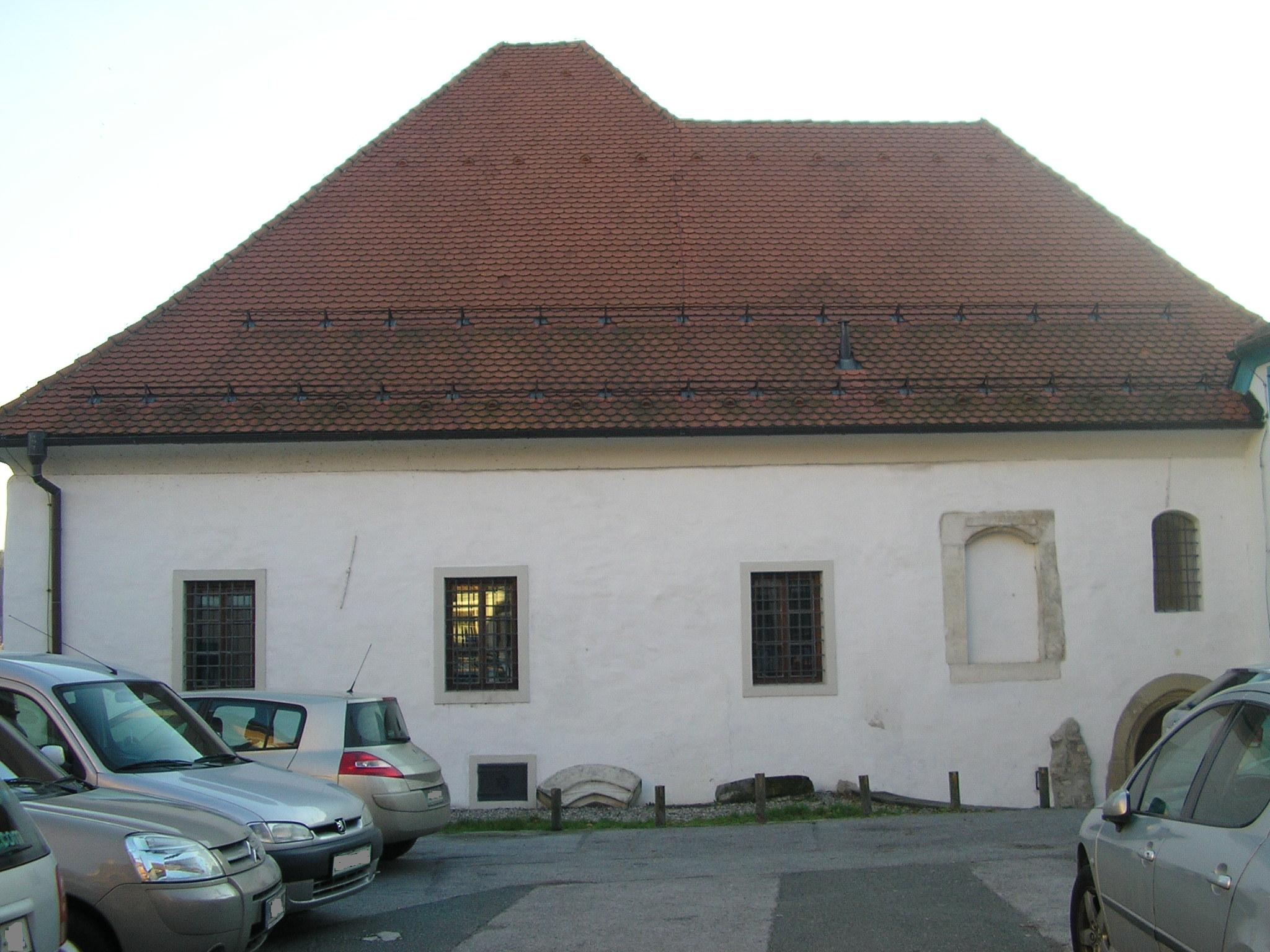
Синагога

## Транспорт

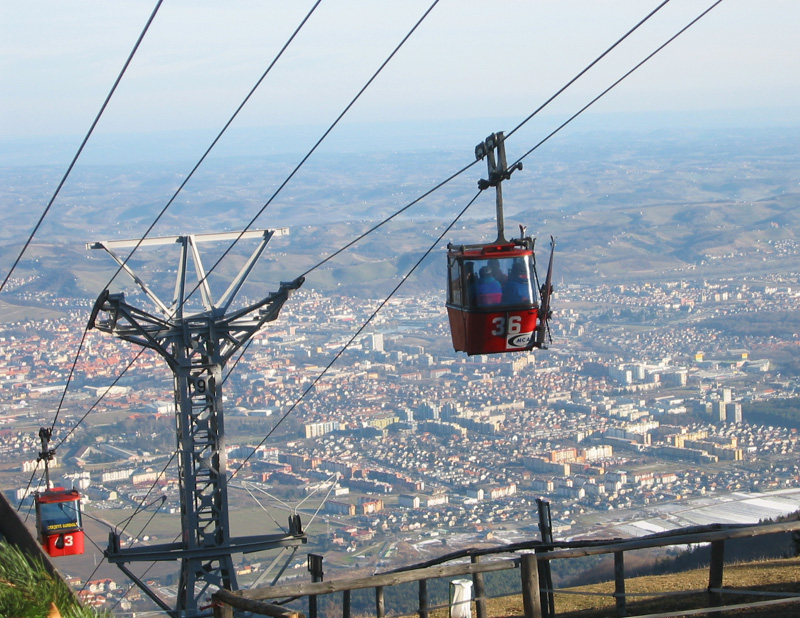
Канатна дорога

## Міста-побратими
- Грац, Австрія
- Гринвіч, Англія, Велика Британія
- Кралево, Сербія
- Марбург, Німеччина
- Осієк, Хорватія
- Петанж, Люксембург
- Пуебло, Колорадо, США
- Санкт-Петербург, Росія
- Сомбатгей, Угорщина
- Тур, Франція
- Удіне, Італія

## Спорт

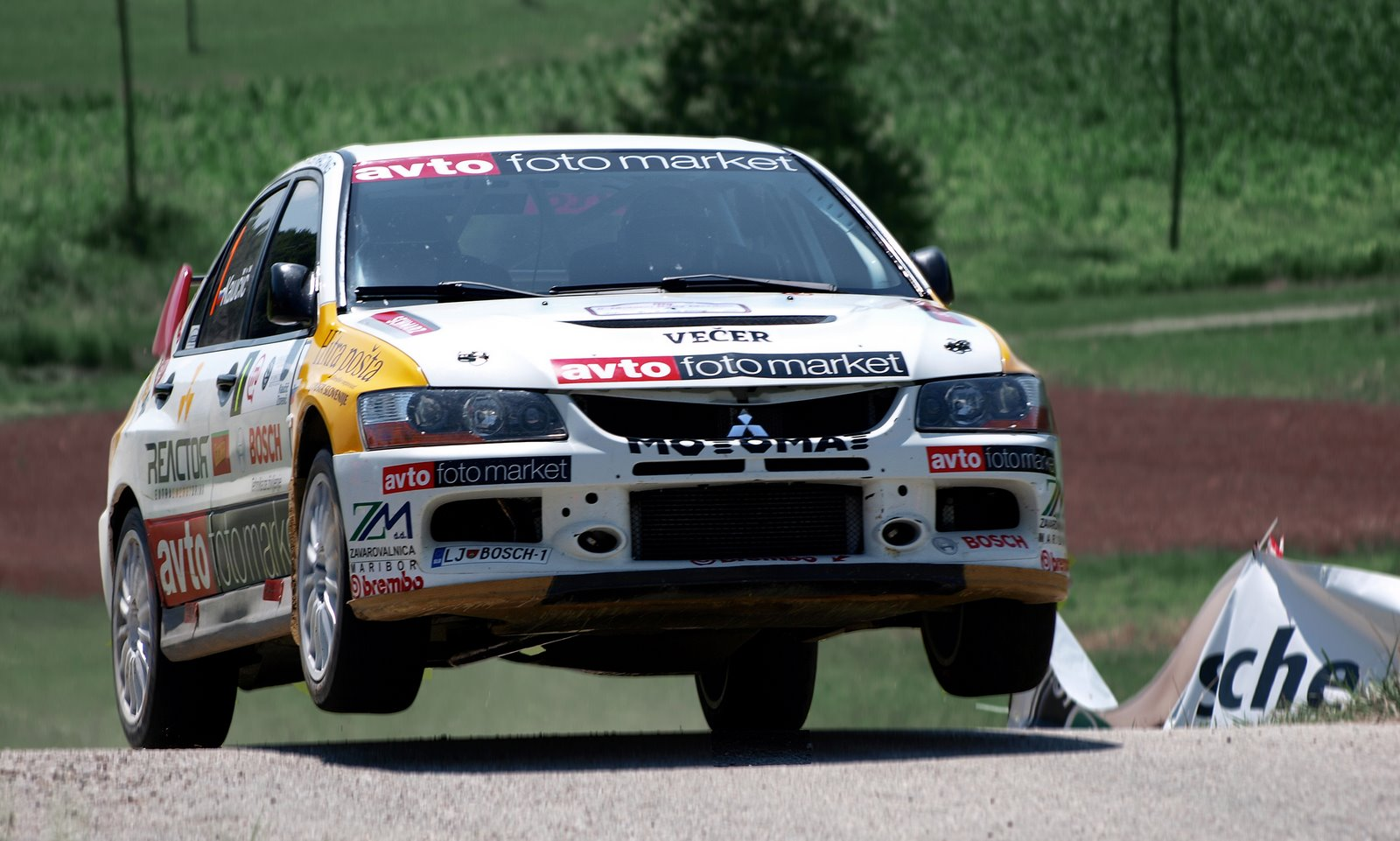
Rally Maribor 2008
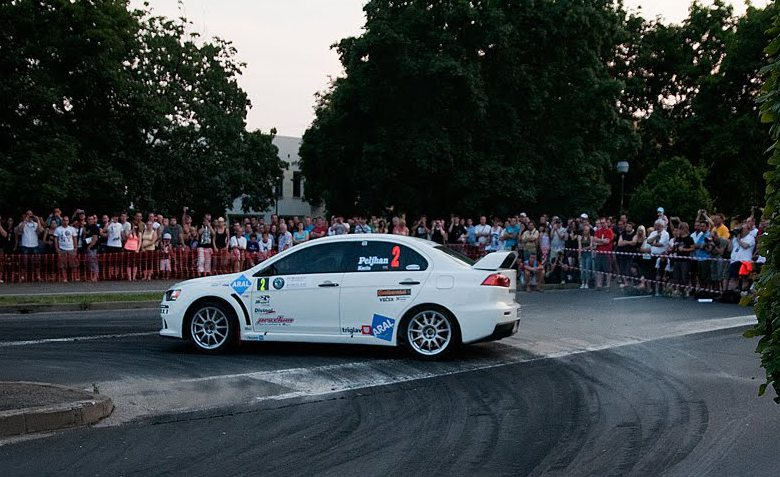
Rally Maribor 2010
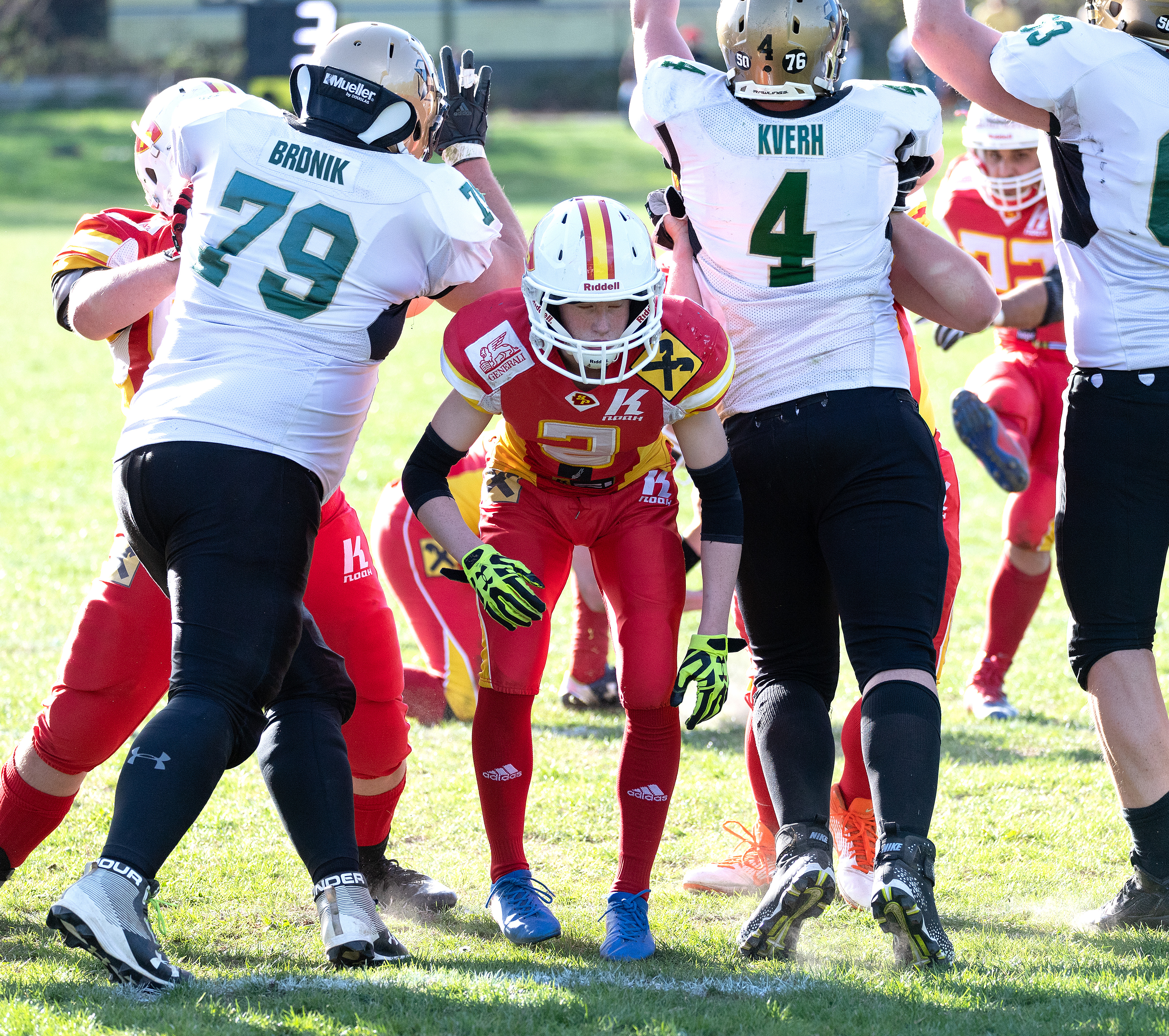
Американський футбол
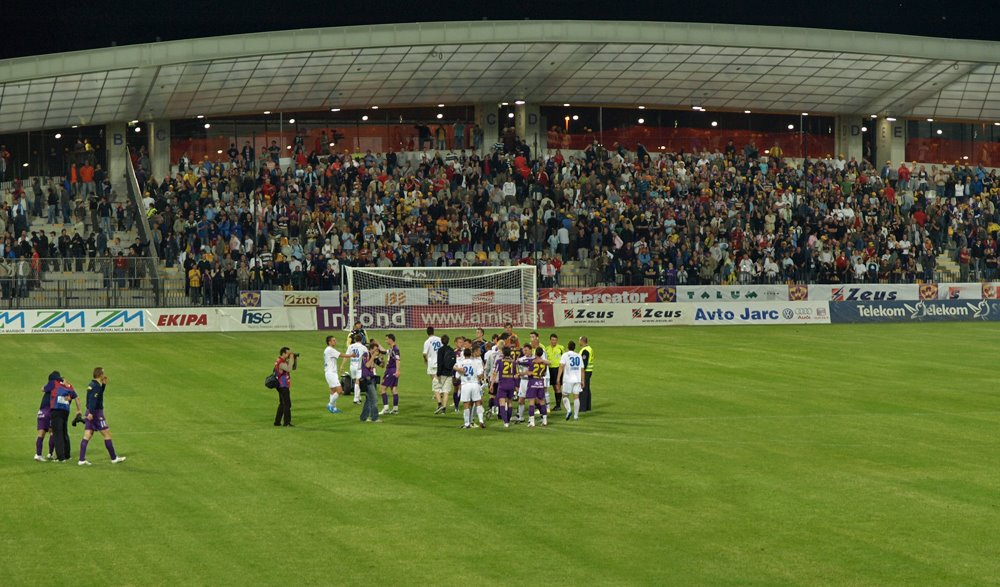
ФК Марибор на стадіоні «Людські врт»
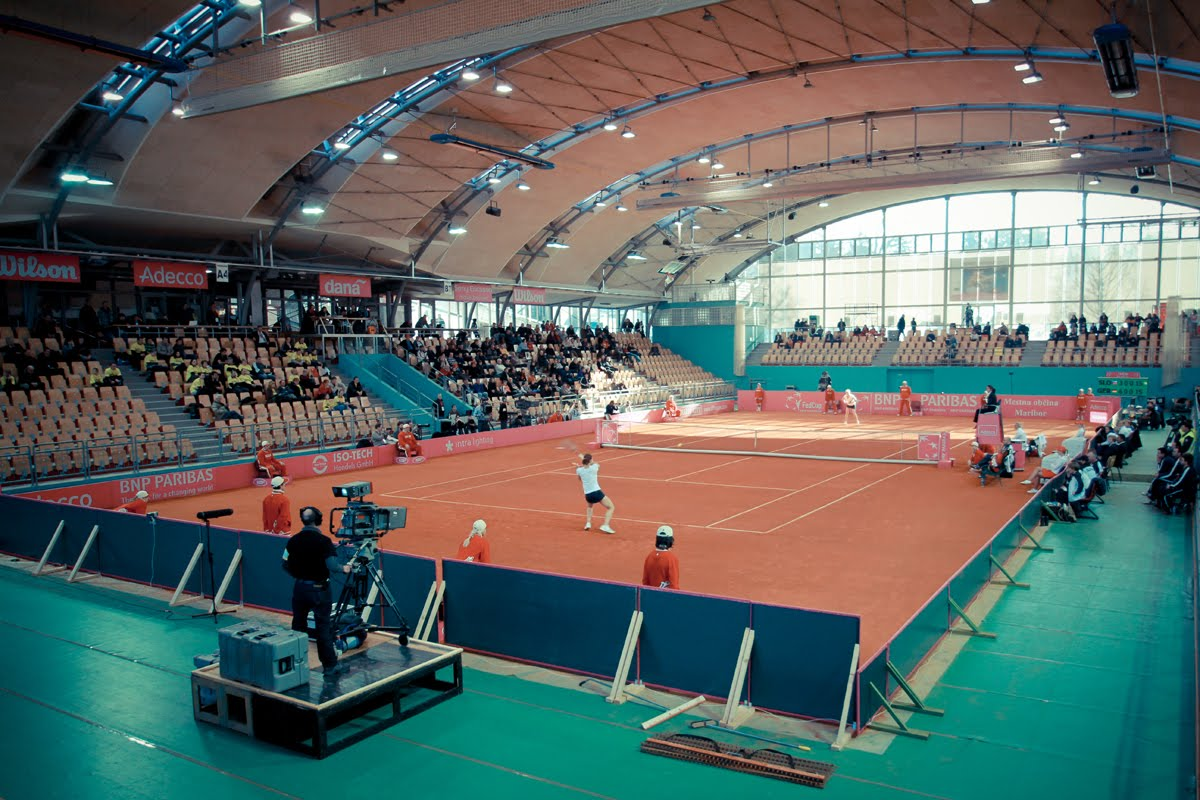
Тенісний корт
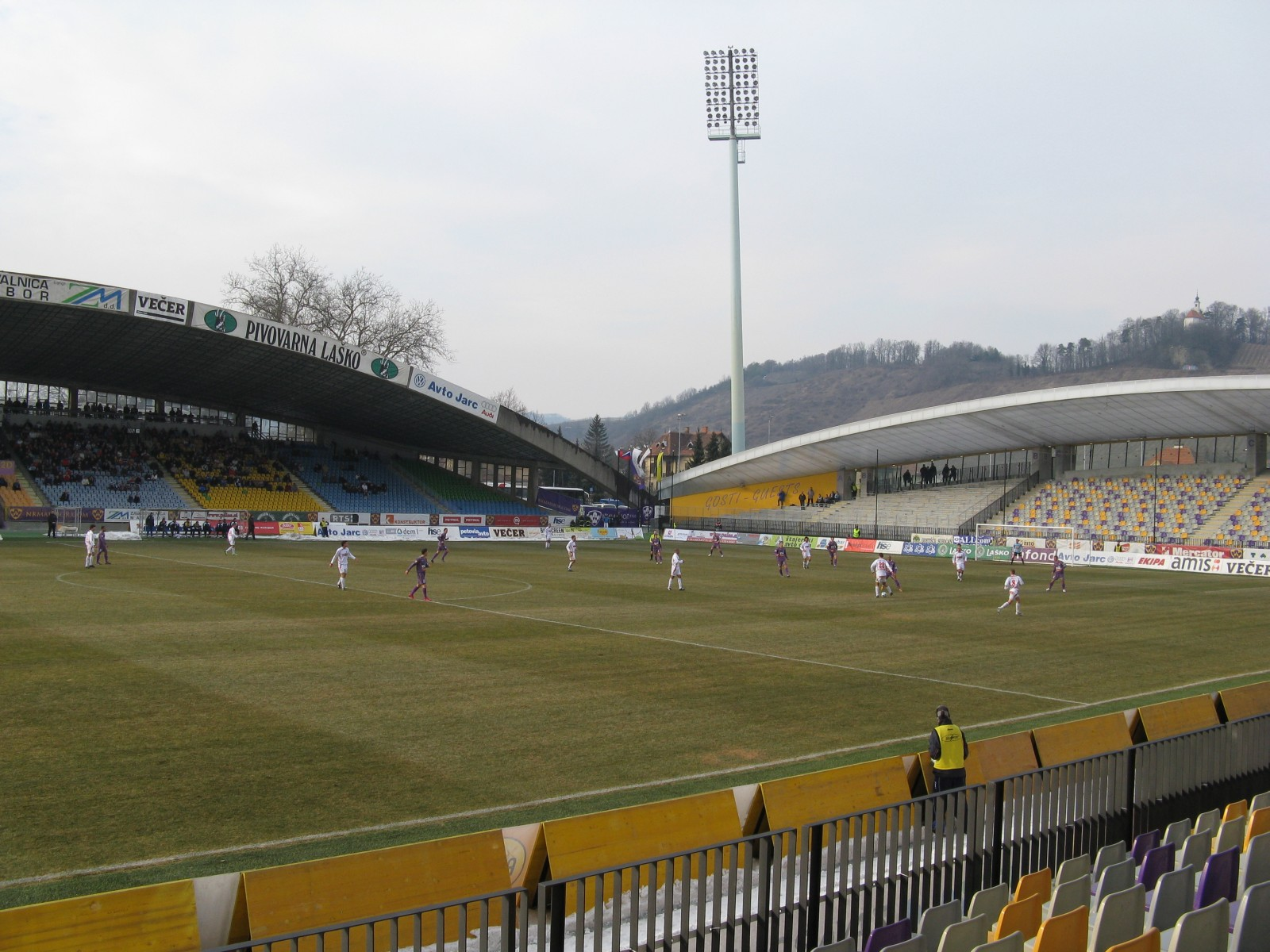
Стадіон «Людські врт»

- ФК «Марибор» — футбольний клуб, неодноразовий чемпіон країни, учасник групового етапу Ліги чемпіонів УЄФА, Ліги Європи. Домашні матчі проводить на стадіоні «Людські врт».

## Відомі люди

### Уродженці
- Від Белец (* 1990) — словенський футболіст.
- Оттокар Керншток (1848—1928) — австрійський поет
- Свєтлана Макарович (* 1939) — югославська і словенська поетеса, письменниця, акторка.
- Антонія Яворник (1893—1974) — сербська військовослужбовиця, наредник сербської армії у роки Балканських воєн та Першої світової війни.
- Драго Янчар — есеїст та інтелектуал, письменник.

### Померлі
- Степан Кобилянський — український живописець. Брат письменниці Ольги Кобилянської та педагога Юліана Кобилянського.

## Галерея

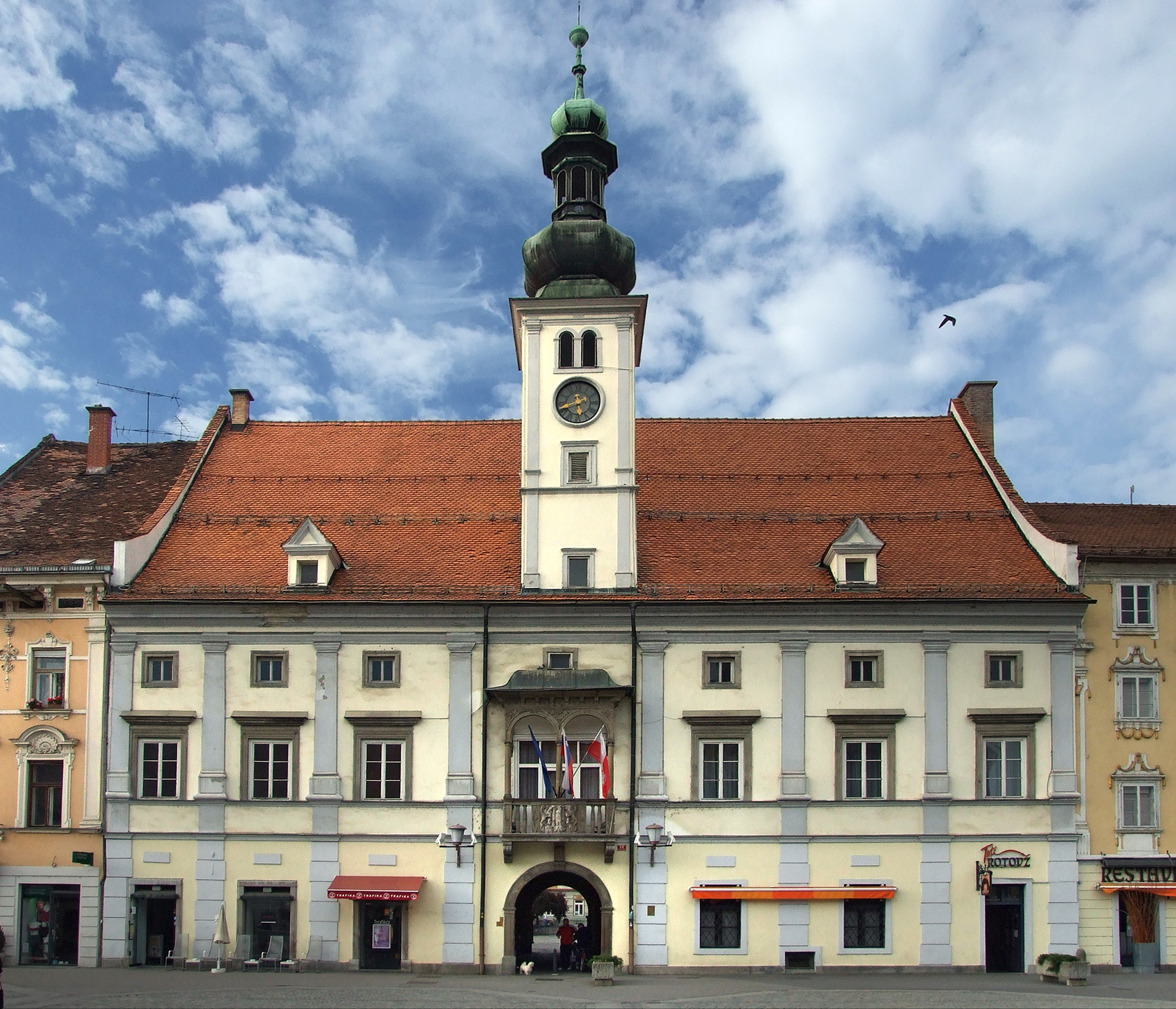
Міськрада
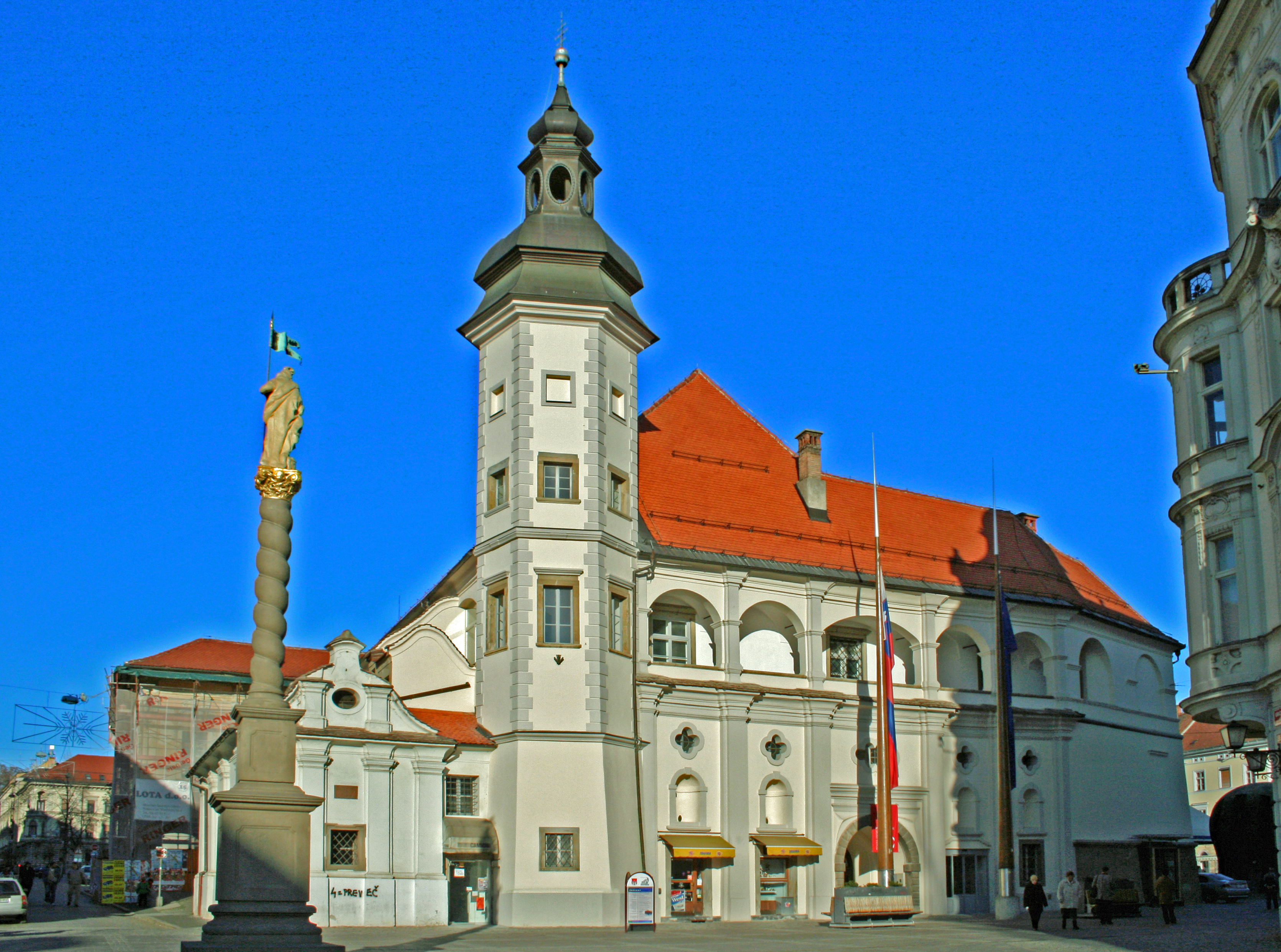
Замок
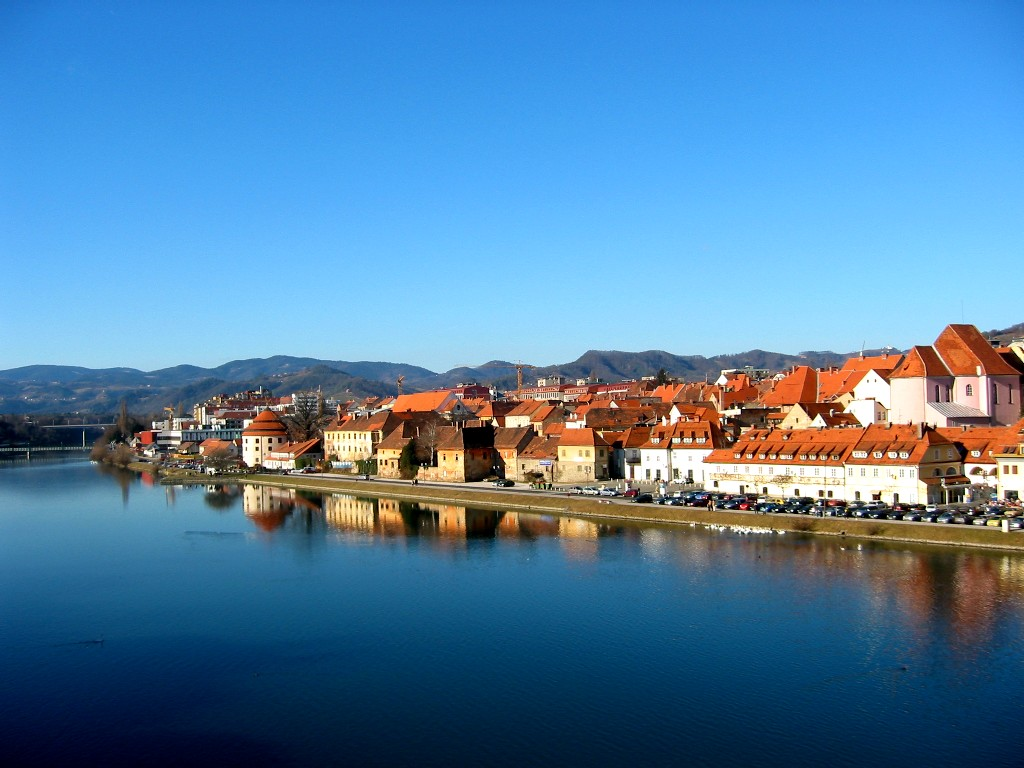
Річка Драва
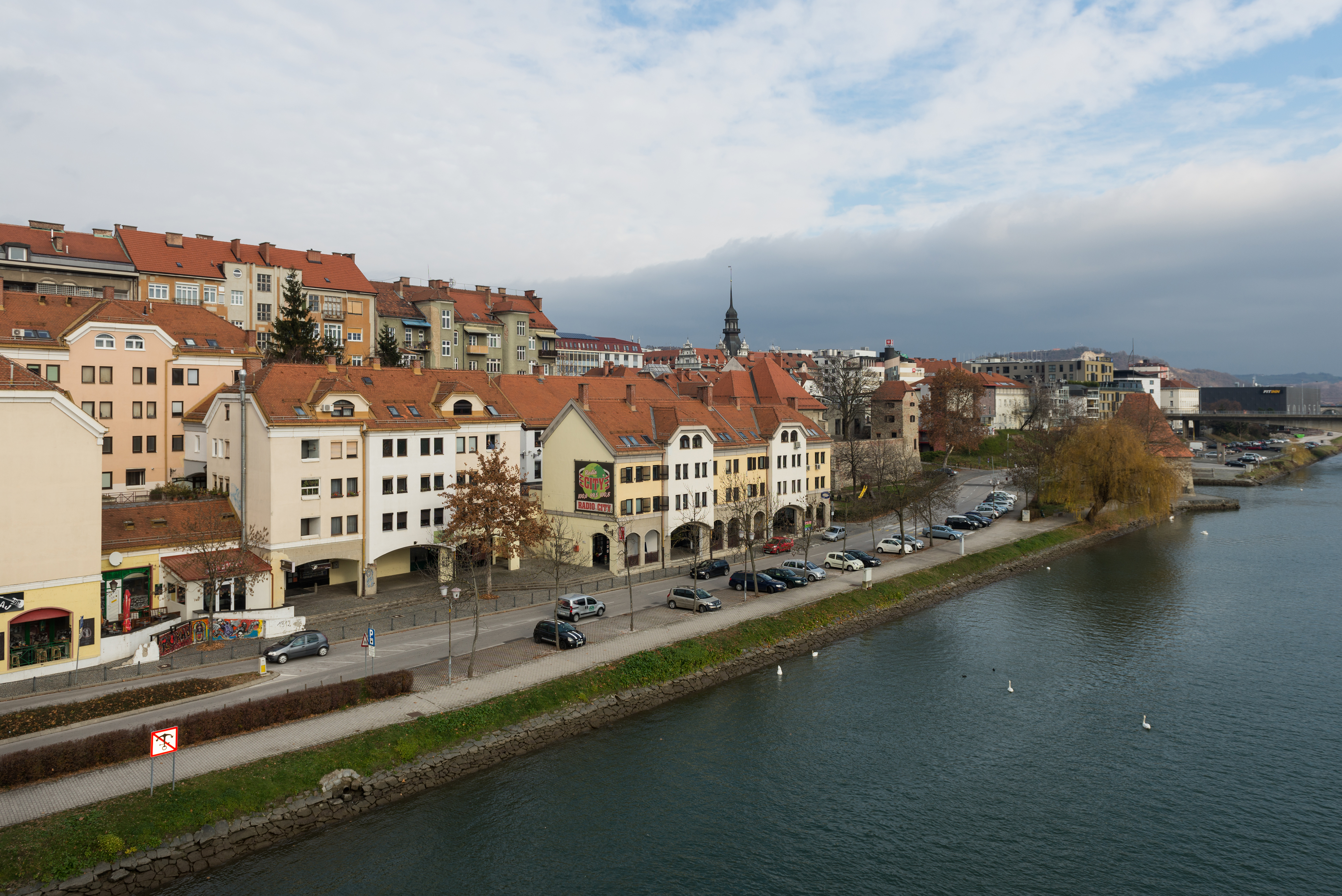
Набережна
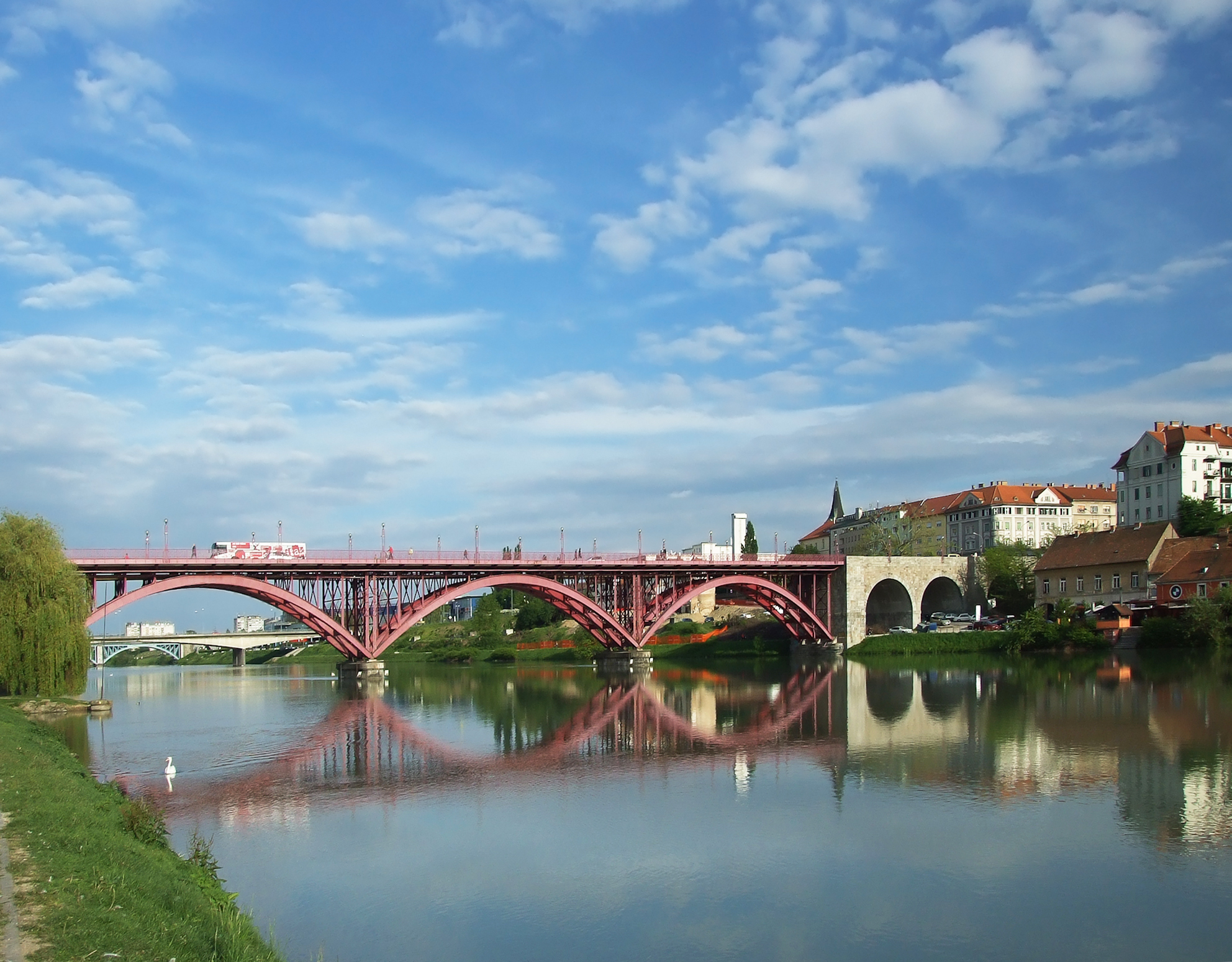
Старий міст (Stari Most) через Драву
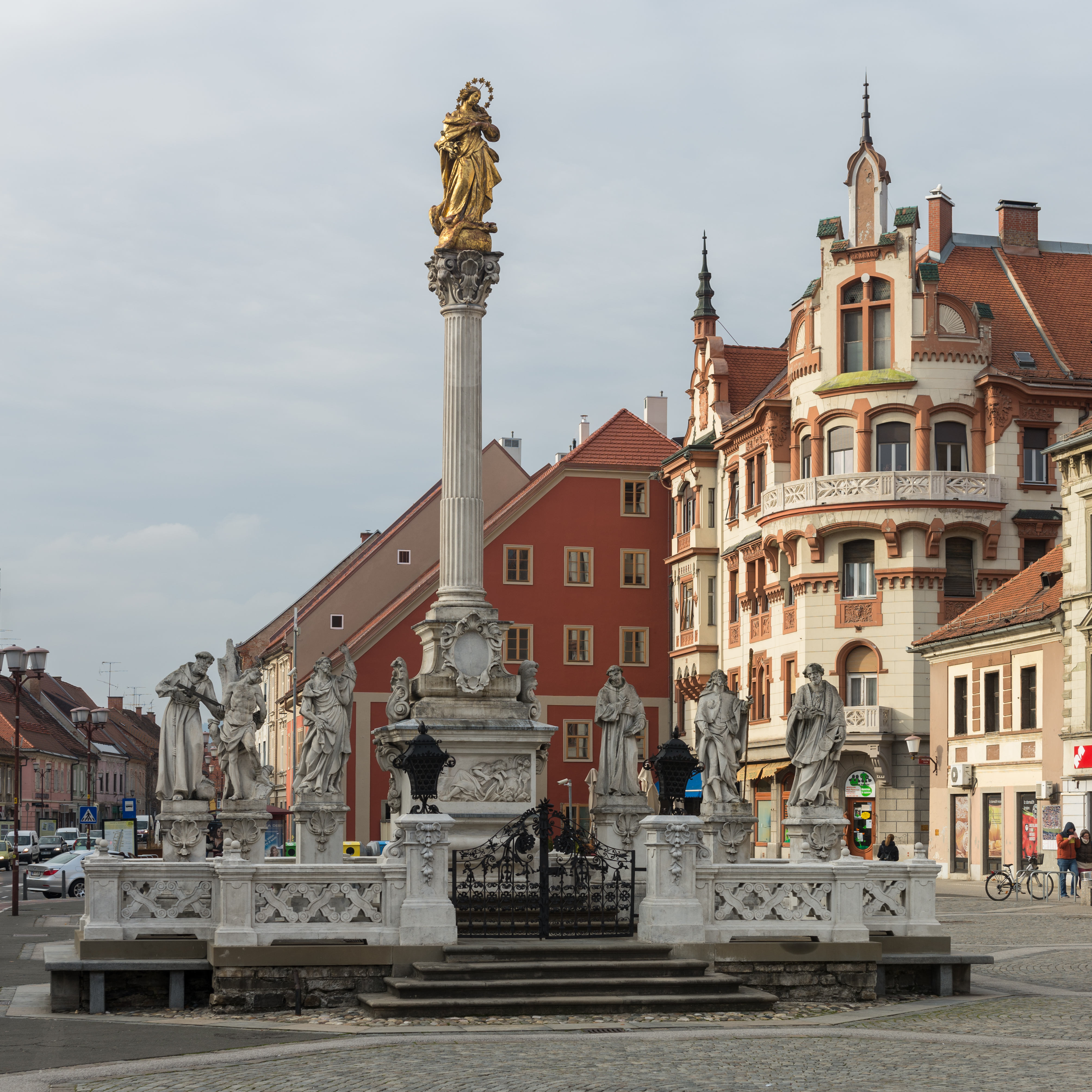
Чумна колона із білого мармуру в центрі міста (Свята Марія і 6 святих, збудована у 1681. Замінена у 1743)
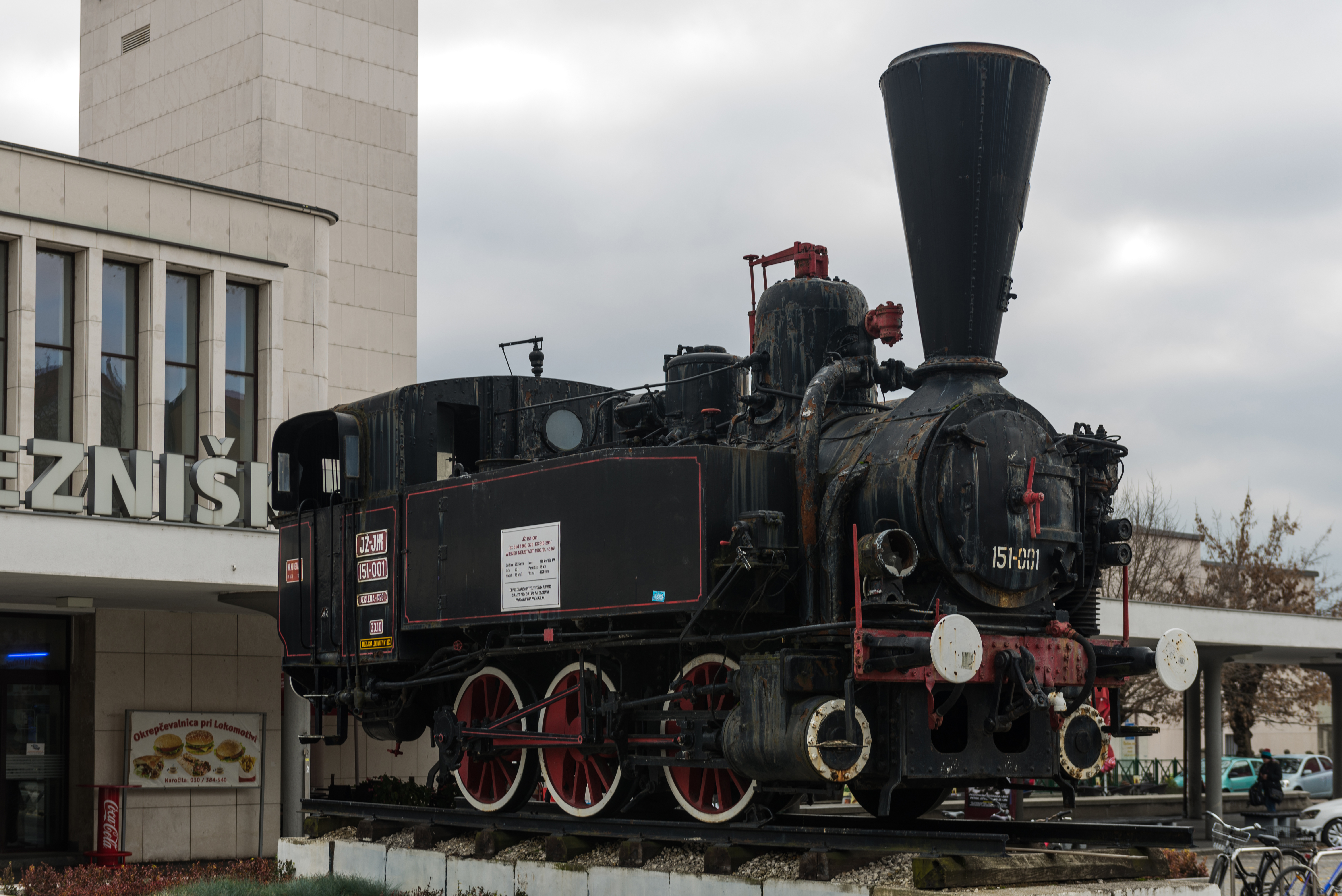
Локомотив SB 32d біля вокзалу
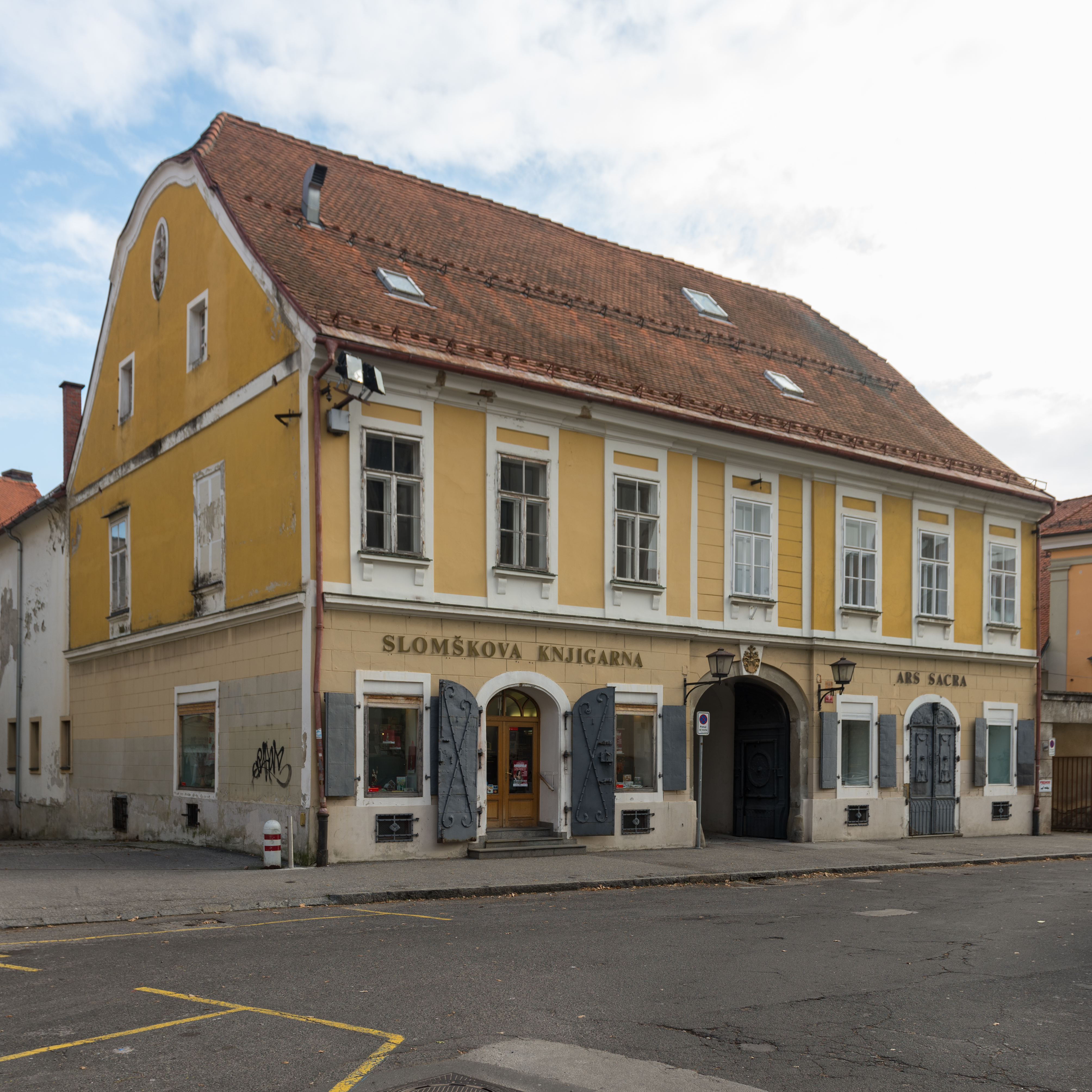
Книгарня
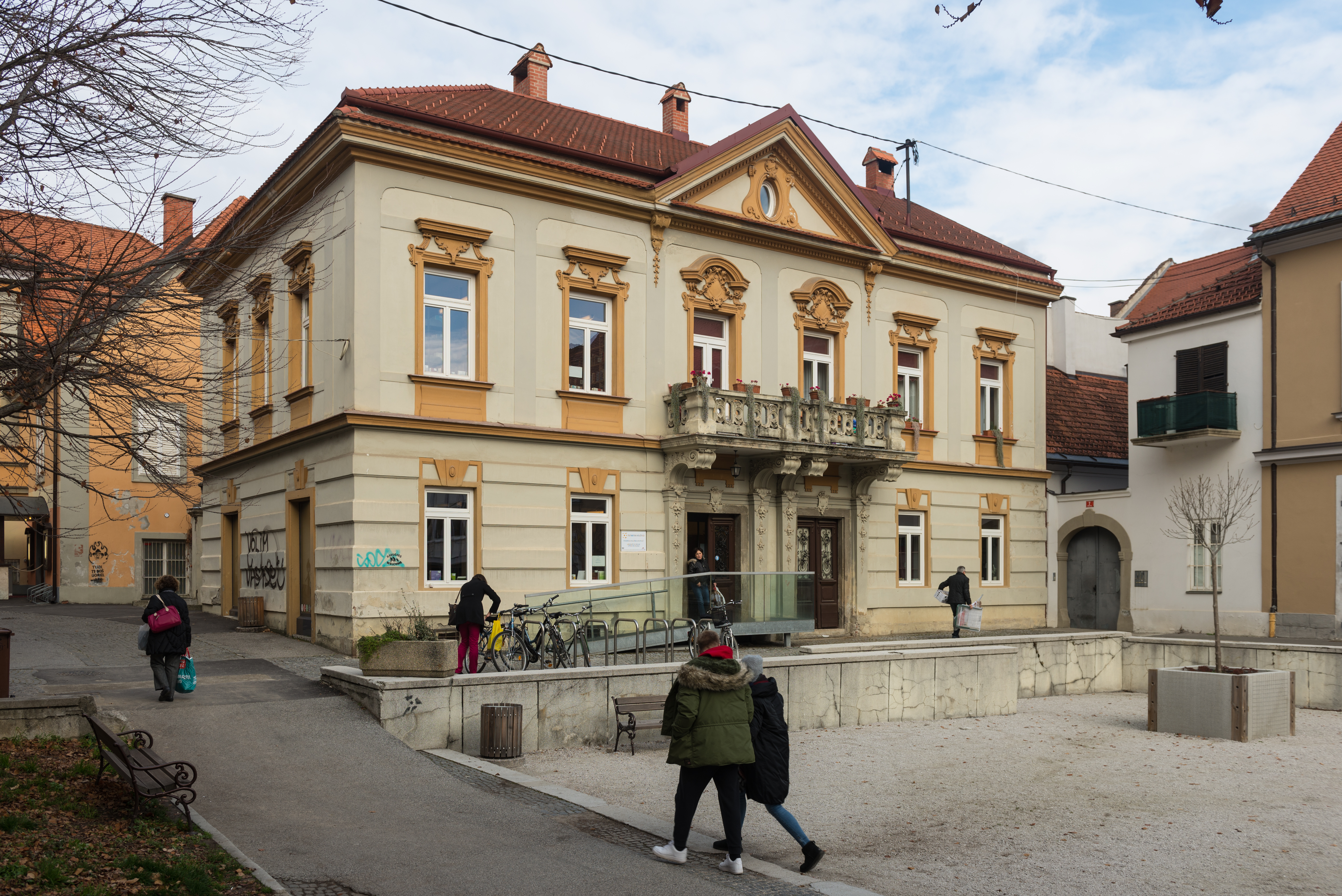
Міська бібліотека
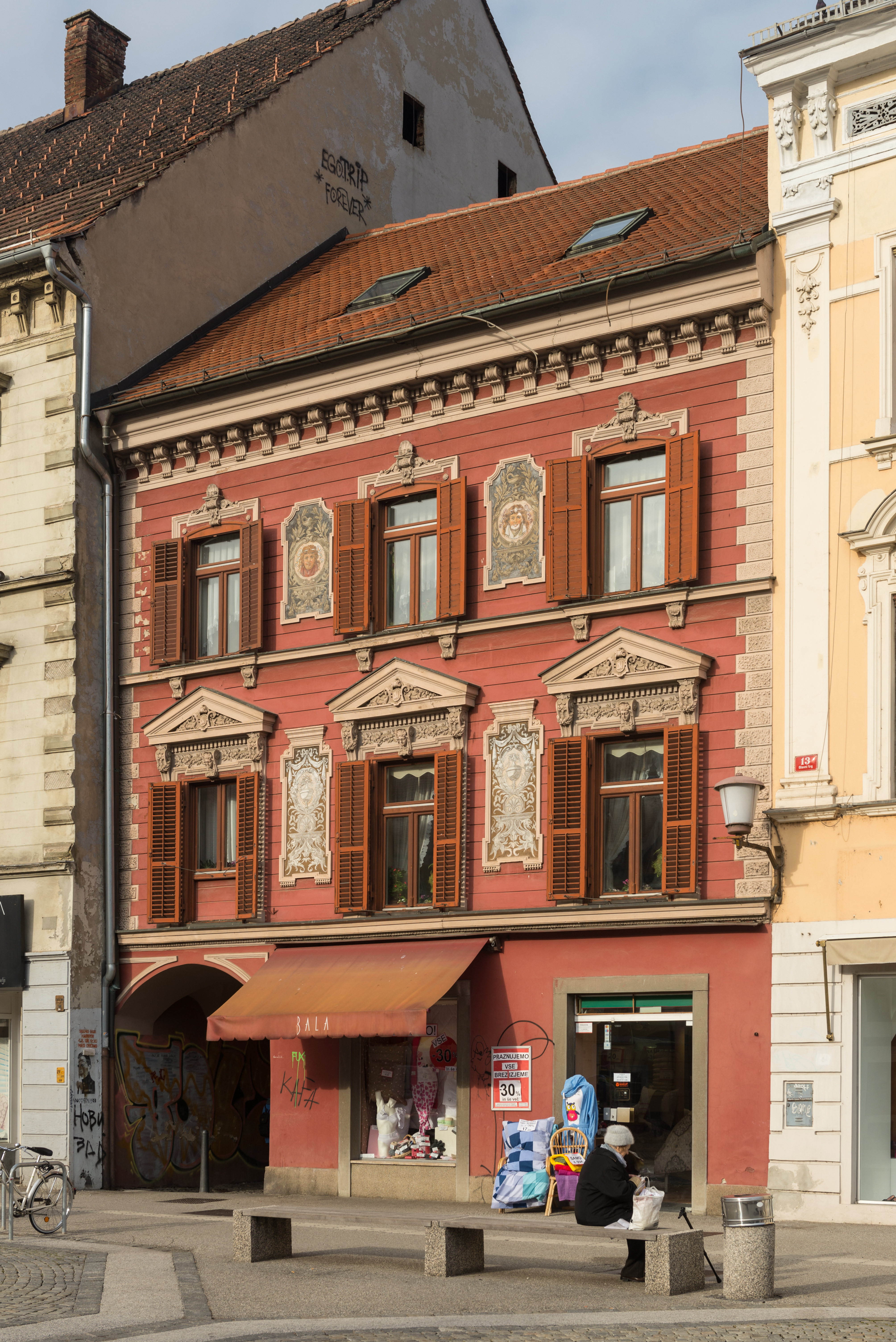
Старий будинок в центрі міста
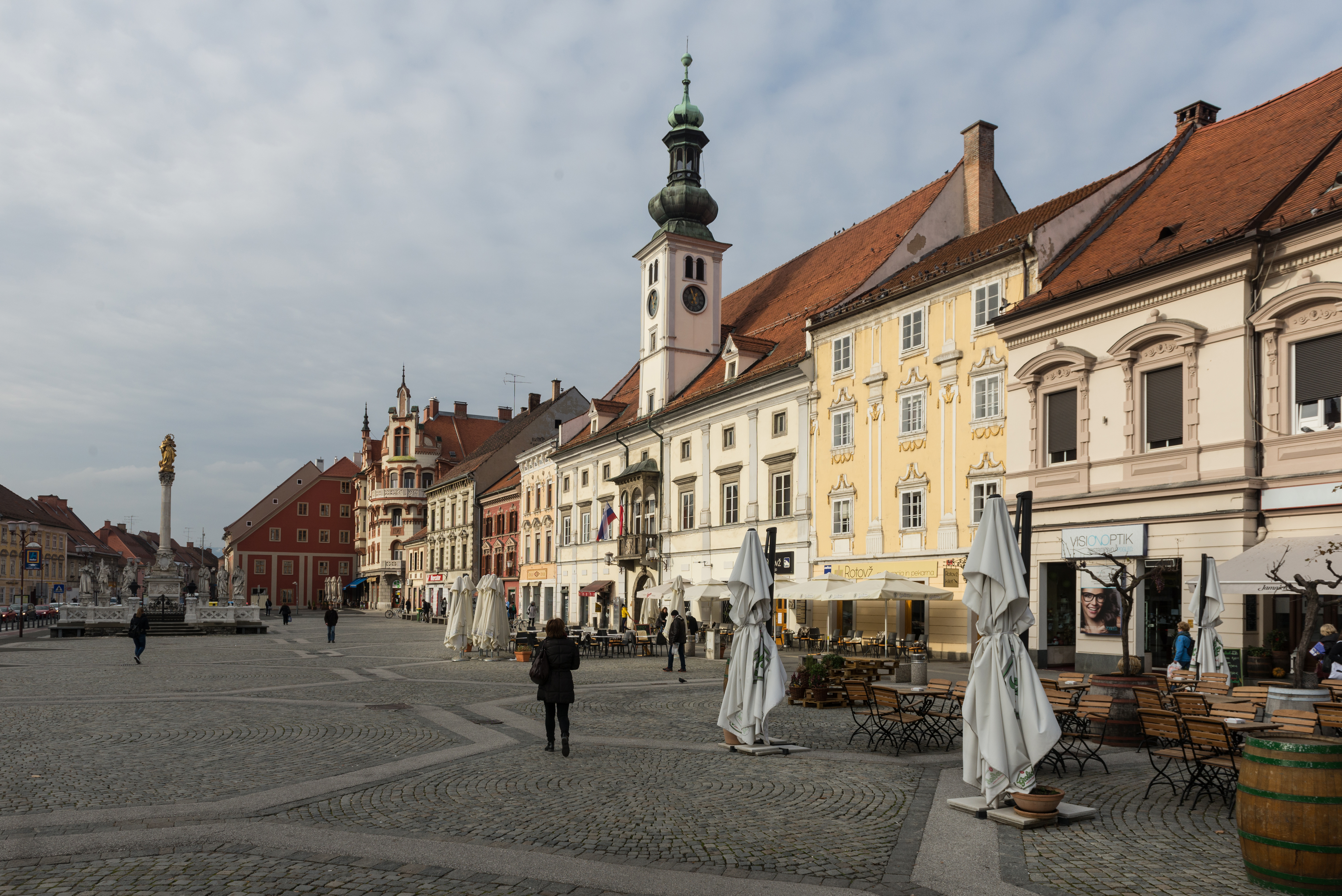
Центральна площа
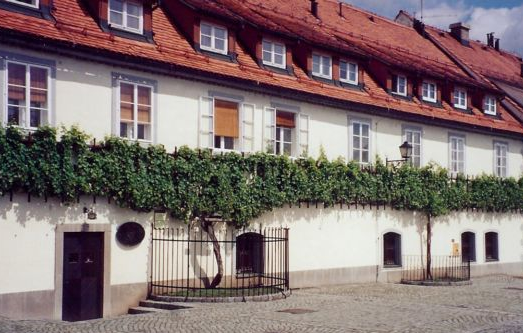
Найдревніша виноградна лоза у світі Стара трта (близько 400 років), занесена до Книги рекордів Гіннеса
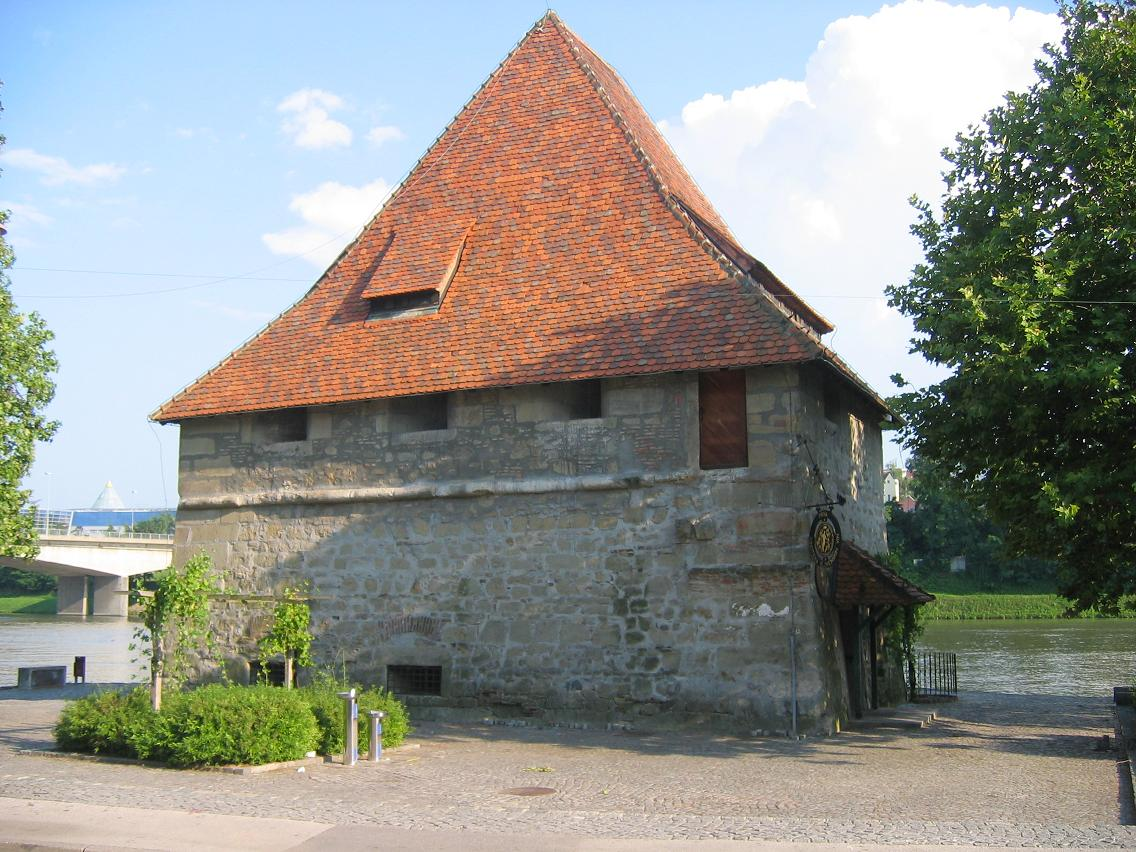
Водонапірна вежа
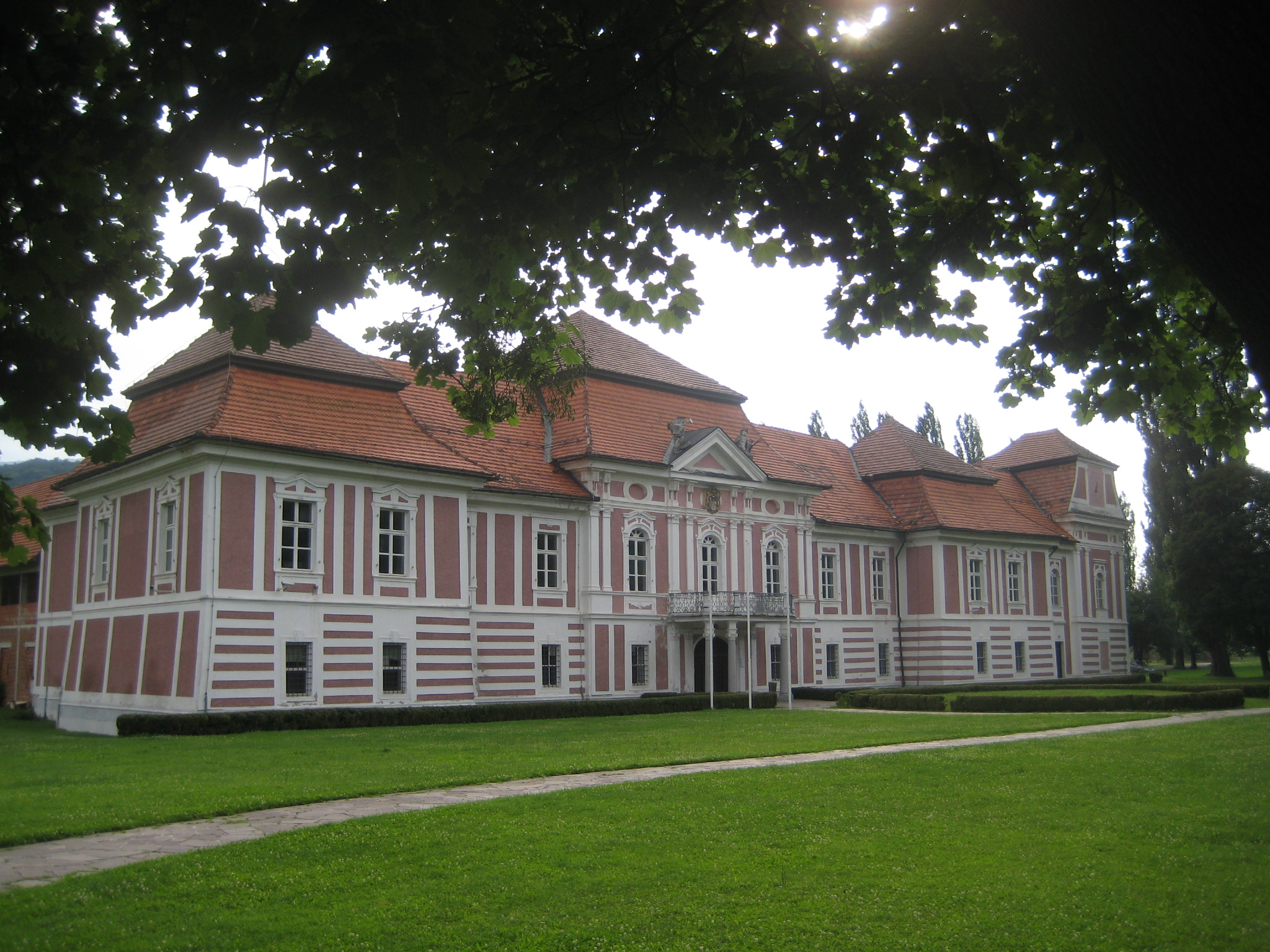
Палац Бетнава
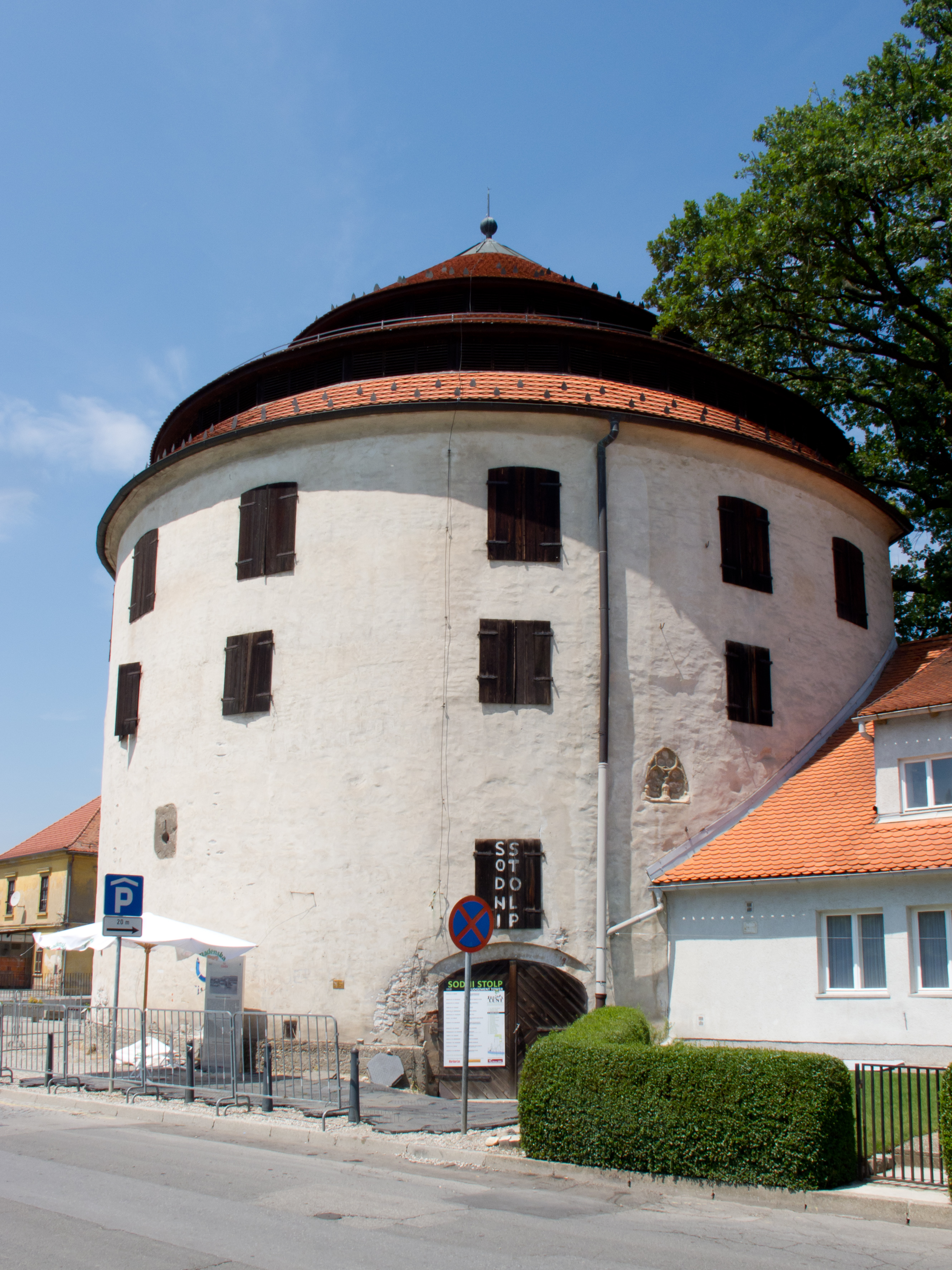
Вежа суду
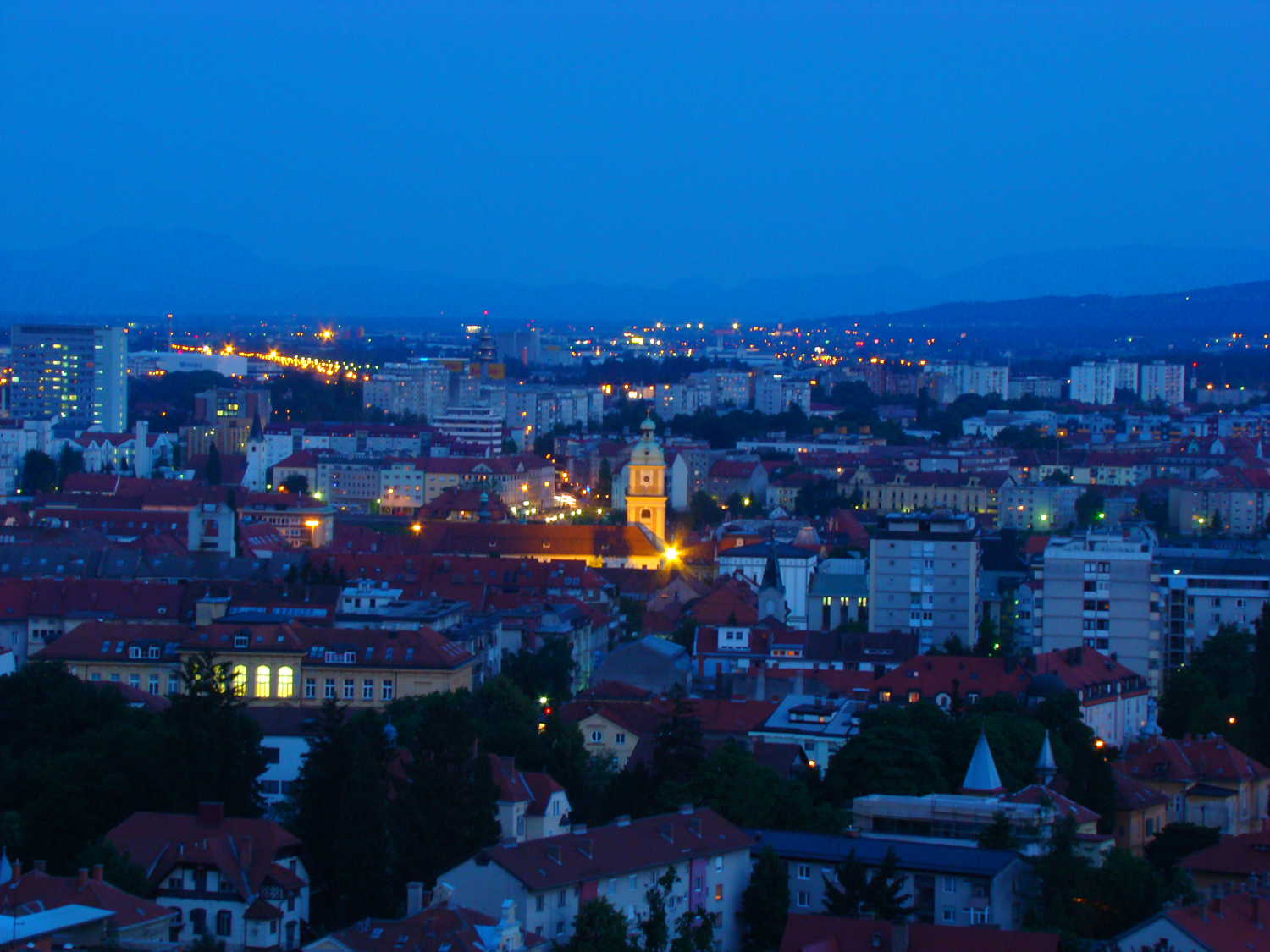
Марибор вночі
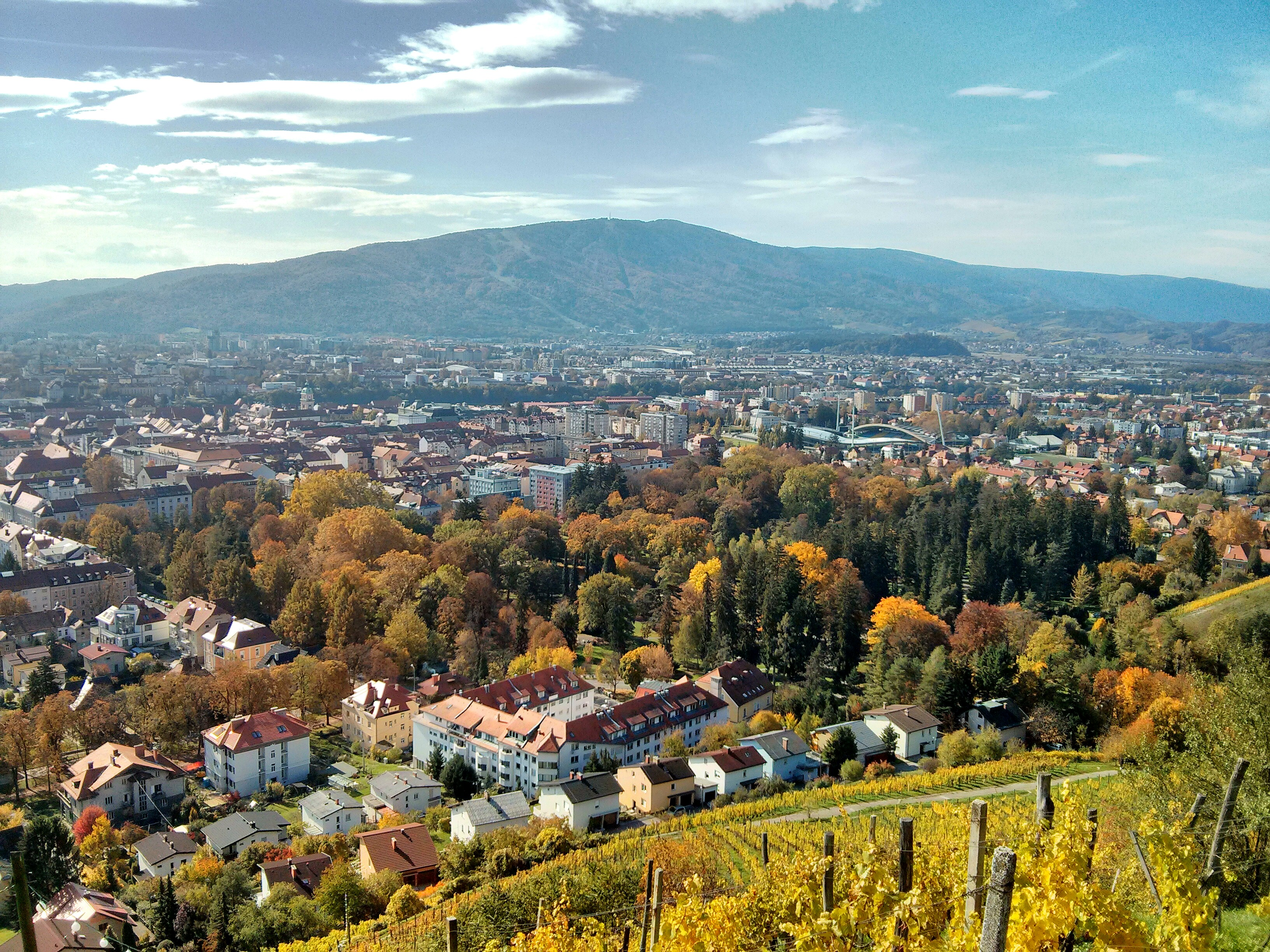
Вид на місто із Піраміди